# Copa ATP 2020
La Copa ATP 2020 (en inglés ATP Cup 2020) fue un torneo de tenis masculino por equipos celebrado en tres sedes en Australia, las ciudades de Brisbane, Perth y Sídney. Esta fue la primera edición del torneo y fue la primera vez que se disputó un torneo por equipos nacionales desde la última edición de la Copa Mundial por Equipos en 2012.

## Distribución de puntos
| Tipo         | Ranking   | Ronda            | Puntos ganados según el ranking del rival | Puntos ganados según el ranking del rival | Puntos ganados según el ranking del rival | Puntos ganados según el ranking del rival | Puntos ganados según el ranking del rival | Puntos ganados según el ranking del rival |
| Tipo         | Ranking   | Ronda            | N.º 1–10                                  | N.º 11–20                                 | N.º 21–30                                 | N.º 31–50                                 | N.º 51–100                                | N.º 101+                                  |
| ------------ | --------- | ---------------- | ----------------------------------------- | ----------------------------------------- | ----------------------------------------- | ----------------------------------------- | ----------------------------------------- | ----------------------------------------- |
| Individuales | N.º 1-300 | Final            | 250                                       | 200                                       | 150                                       | 105                                       | 75                                        | 50                                        |
| Individuales | N.º 1-300 | Semifinales      | 180                                       | 140                                       | 105                                       | 75                                        | 50                                        | 35                                        |
| Individuales | N.º 1-300 | Cuartos de final | 120                                       | 100                                       | 75                                        | 50                                        | 35                                        | 25                                        |
| Individuales | N.º 1-300 | Round Robin      | 75                                        | 65                                        | 50                                        | 35                                        | 25                                        | 20                                        |
| Individuales | N.º 301+  | Final            | 85                                        | 85                                        | 85                                        | 85                                        | 85                                        | 55                                        |
| Individuales | N.º 301+  | Semifinales      | 55                                        | 55                                        | 55                                        | 55                                        | 55                                        | 35                                        |
| Individuales | N.º 301+  | Cuartos de final | 35                                        | 35                                        | 35                                        | 35                                        | 35                                        | 25                                        |
| Individuales | N.º 301+  | Round Robin      | 25                                        | 25                                        | 25                                        | 25                                        | 25                                        | 15                                        |
| Dobles       | Dobles    | Final            | 80                                        | 80                                        | 80                                        | 80                                        | 80                                        | 80                                        |
| Dobles       | Dobles    | Semifinales      | 75                                        | 75                                        | 75                                        | 75                                        | 75                                        | 75                                        |
| Dobles       | Dobles    | Cuartos de final | 55                                        | 55                                        | 55                                        | 55                                        | 55                                        | 55                                        |
| Dobles       | Dobles    | Round Robin      | 40                                        | 40                                        | 40                                        | 40                                        | 40                                        | 40                                        |

## Clasificación
En septiembre de 2019, los primeros 18 países en la clasificación de la ATP Cup se clasificaron para el evento, según el Ranking ATP de su jugador número uno de singles el 9 de septiembre y su compromiso de jugar el evento. El país anfitrión Australia recibió un wildcard. Suiza fue retirada como país clasificado después de que Roger Federer se retirase del evento. Los seis equipos finales se clasificaron en noviembre, según el Ranking ATP del 11 de noviembre.
| N.º     | Naciones       | Jugador n.º 1        | Ranking a partir de | Ranking a partir de | Jugador n.º 2         | Ranking a partir de | Ranking a partir de | Jugador n.º 3        | Ranking |
| N.º     | Naciones       | Jugador n.º 1        | 9 Sep               | 11 Nov              | Jugador n.º 2         | 9 Sep               | 11 Nov              | Jugador n.º 3        | 11 Nov  |
| ------- | -------------- | -------------------- | ------------------- | ------------------- | --------------------- | ------------------- | ------------------- | -------------------- | ------- |
| 1       | Serbia         | Novak Djokovic       | 1                   | 2                   | Dušan Lajović         | 29                  | 35                  | Nikola Milojevic     | 160     |
| 2       | España         | Rafael Nadal         | 2                   | 1                   | Roberto Bautista      | 10                  | 9                   | Pablo Carreño        | 27      |
| 3       | Rusia          | Daniil Medvédev      | 4                   | 4                   | Karen Khachanov       | 9                   | 17                  | Teymuraz Gabashvili  | 276     |
| 4       | Austria        | Dominic Thiem        | 5                   | 5                   | Dennis Novak          | 122                 | 108                 | Sebastian Ofner      | 173     |
| 5       | Alemania       | Alexander Zverev     | 6                   | 7                   | Jan-Lennard Struff    | 39                  | 36                  | Mats Moraing         | 188     |
| 6       | Grecia         | Stefanos Tsitsipas   | 7                   | 6                   | Michail Pervolarakis  | 462                 | 441                 | Markos Kalovelonis   | 753     |
| 7       | Japón          | Yoshihito Nishioka   | 58                  | 69                  | Go Soeda              | 134                 | 120                 | Toshihide Matsui     | 800     |
| 8       | Italia         | Fabio Fognini        | 11                  | 12                  | Stefano Travaglia     | 80                  | 83                  | Paolo Lorenzi        | 118     |
| 9       | Francia        | Gaël Monfils         | 12                  | 10                  | Benoît Paire          | 23                  | 24                  | Gilles Simon         | 56      |
| 10      | Bélgica        | David Goffin         | 14                  | 11                  | Steve Darcis          | 178                 | 155                 | Kimmer Coppejans     | 158     |
| 11      | Croacia        | Borna Ćorić          | 15                  | 28                  | Marin Čilić           | 28                  | 39                  | Viktor Galović       | 254     |
| 12      | Argentina      | Diego Schwartzman    | 16                  | 14                  | Guido Pella           | 22                  | 25                  | Juan Ignacio Lóndero | 50      |
| 13      | Georgia        | Nikoloz Basilashvili | 17                  | 26                  | Aleksandre Metreveli  | 695                 | 676                 | George Tsivadze      | 882     |
| 14      | Sudáfrica      | Kevin Anderson       | 18                  | 92                  | Lloyd Harris          | 113                 | 101                 | Ruan Roelofse        | 659     |
| 15      | Estados Unidos | John Isner           | 20                  | 19                  | Taylor Fritz          | 30                  | 32                  | Reilly Opelka        | 33      |
| 16      | Canadá         | Denis Shapovalov     | 33                  | 15                  | Félix Auger-Aliassime | 21                  | 21                  | Steven Diez          | 136     |
| 17      | Reino Unido    | Daniel Evans         | 48                  | 42                  | Cameron Norrie        | 67                  | 53                  | James Ward           | 301     |
| 18 (WC) | Australia      | Álex de Miñaur       | 31                  | 18                  | Nick Kyrgios          | 27                  | 30                  | John Millman         | 48      |
| 19      | Bulgaria       | Grigor Dimitrov      | 25                  | 20                  | Dimitar Kuzmanov      | 324                 | 417                 | Alexandar Lazarov    | 509     |
| 20      | Chile          | Christian Garín      | 34                  | 34                  | Nicolás Jarry         | 74                  | 77                  | Alejandro Tabilo     | 206     |
| 21      | Polonia        | Hubert Hurkacz       | 36                  | 37                  | Kamil Majchrzak       | 84                  | 91                  | Kacper Żuk           | 452     |
| 22      | Uruguay        | Pablo Cuevas         | 44                  | 45                  | Martín Cuevas         | 400                 | 499                 | Franco Roncadelli    | 1859    |
| 23      | Moldavia       | Radu Albot           | 42                  | 46                  | Alexander Cozbinov    | 856                 | 828                 | Egor Matvievici      | 1511    |
| 24      | Noruega        | Casper Ruud          | 60                  | 55                  | Viktor Durasovic      | 323                 | 338                 | Lukas Lilleengen     | 1573    |

     Calificado en septiembre de 2019  

     Calificado en noviembre de 2019

## Bajas
| Nación                       | Reemplazo                    | Jugador original             | Rank 11 Nov                  | Razón                        |
| Reemplazos previos al torneo | Reemplazos previos al torneo | Reemplazos previos al torneo | Reemplazos previos al torneo | Reemplazos previos al torneo |
| ---------------------------- | ---------------------------- | ---------------------------- | ---------------------------- | ---------------------------- |
| Italia                       | Alessandro Giannessi         | Matteo Berrettini            | 8                            | Lesión en el abdomen         |
| Francia                      | Gilles Simon                 | Lucas Pouille                | 22                           | Lesión en el codo            |
| Reino Unido                  | James Ward                   | Andy Murray                  | 125 (PR 2)                   | Lesión en la pelvis          |
| Japón                        | Toshihide Matsui             | Yasutaka Uchiyama            | 78                           | Lesión                       |
| Japón                        | Go Soeda                     | Kei Nishikori                | 13                           | Lesión en el codo            |

## Fase de grupos
El sorteo de la ATP Cup se reveló el 16 de septiembre de 2019 con Brisbane obteniendo el Grupo A y F, Perth obteniendo el Grupo B y D, mientras que Sídney obtuvo los dos grupos restantes C y E. El 14 de noviembre, los últimos cinco clasificados se colocaron en el sorteo, junto con Bulgaria, que reemplazó a Suiza después de retirarse de la competición.

### Grupo A (Brisbane)
| Pos. | Países    | Puntos | Partidos | Sets  | Juegos  |
| ---- | --------- | ------ | -------- | ----- | ------- |
| 1    | Serbia    | 3-0    | 7-2      | 15-6  | 114-92  |
| 2    | Sudáfrica | 2-1    | 5-4      | 12-10 | 102-101 |
| 3    | Francia   | 1-2    | 4-5      | 10-13 | 110-110 |
| 4    | Chile     | 0-3    | 2-7      | 6-13  | 81-104  |

| | Bandera de Francia | Francia                                | 2  | 1 | Chile | Bandera de Chile |
| --- | ------------------ | -------------------------------------- | -- | - | ----- | ---------------- |
| Pat Rafter Arena - Queensland Tennis Centre 3 de enero de 2020 1ª sesión (10:00 AEST) |                    |                                        |    |   |       |                  |
| \| 1 \| \| Benoît Paire \| 63 \| 6 \| 6 \| \| 1 \| \| Nicolás Jarry \| 7 \| 3 \| 3 \| \| 2 \| \| Gaël Monfils \| 6 \| 7 \| \| \| 2 \| \| Christian Garín \| 3 \| 5 \| \| \| 3 \| \| Nicolas Mahut / Édouard Roger-Vasselin \| 5 \| 2 \| \| \| 3 \| \| Christian Garín / Nicolás Jarry \| 7 \| 6 \| \| |                    |                                        |    |   |       |                  |
| 1 | Bandera de Francia | Benoît Paire                           | 63 | 6 | 6     |                  |
| 1 | Bandera de Chile   | Nicolás Jarry                          | 7  | 3 | 3     |                  |
| 2 | Bandera de Francia | Gaël Monfils                           | 6  | 7 |       |                  |
| 2 | Bandera de Chile   | Christian Garín                        | 3  | 5 |       |                  |
| 3 | Bandera de Francia | Nicolas Mahut / Édouard Roger-Vasselin | 5  | 2 |       |                  |
| 3 | Bandera de Chile   | Christian Garín / Nicolás Jarry        | 7  | 6 |       |                  |

| 1 | Bandera de Francia | Benoît Paire                           | 63 | 6 | 6 |
| 1 | Bandera de Chile   | Nicolás Jarry                          | 7  | 3 | 3 |
| 2 | Bandera de Francia | Gaël Monfils                           | 6  | 7 |   |
| 2 | Bandera de Chile   | Christian Garín                        | 3  | 5 |   |
| 3 | Bandera de Francia | Nicolas Mahut / Édouard Roger-Vasselin | 5  | 2 |   |
| 3 | Bandera de Chile   | Christian Garín / Nicolás Jarry        | 7  | 6 |   |

| | Bandera de Serbia    | Serbia                        | 3  | 0  | Sudáfrica | Bandera de Sudáfrica |
| --- | -------------------- | ----------------------------- | -- | -- | --------- | -------------------- |
| Pat Rafter Arena - Queensland Tennis Centre 4 de enero de 2020 2ª sesión (17:30 AEST) |                      |                               |    |    |           |                      |
| \| 1 \| \| Dušan Lajović \| 3 \| 7 \| 6 \| \| 1 \| \| Lloyd Harris \| 6 \| 64 \| 3 \| \| 2 \| \| Novak Djokovic \| 7 \| 78 \| \| \| 2 \| \| Kevin Anderson \| 65 \| 6 \| \| \| 3 \| \| Nikola Čačić / Viktor Troicki \| 6 \| 6 \| \| \| 3 \| \| Raven Klaasen / Ruan Roelofse \| 3 \| 2 \| \| |                      |                               |    |    |           |                      |
| 1 | Bandera de Serbia    | Dušan Lajović                 | 3  | 7  | 6         |                      |
| 1 | Bandera de Sudáfrica | Lloyd Harris                  | 6  | 64 | 3         |                      |
| 2 | Bandera de Serbia    | Novak Djokovic                | 7  | 78 |           |                      |
| 2 | Bandera de Sudáfrica | Kevin Anderson                | 65 | 6  |           |                      |
| 3 | Bandera de Serbia    | Nikola Čačić / Viktor Troicki | 6  | 6  |           |                      |
| 3 | Bandera de Sudáfrica | Raven Klaasen / Ruan Roelofse | 3  | 2  |           |                      |

| 1 | Bandera de Serbia    | Dušan Lajović                 | 3  | 7  | 6 |
| 1 | Bandera de Sudáfrica | Lloyd Harris                  | 6  | 64 | 3 |
| 2 | Bandera de Serbia    | Novak Djokovic                | 7  | 78 |   |
| 2 | Bandera de Sudáfrica | Kevin Anderson                | 65 | 6  |   |
| 3 | Bandera de Serbia    | Nikola Čačić / Viktor Troicki | 6  | 6  |   |
| 3 | Bandera de Sudáfrica | Raven Klaasen / Ruan Roelofse | 3  | 2  |   |

| | Bandera de Sudáfrica | Sudáfrica                       | 3 | 0 | Chile | Bandera de Chile |
| --- | -------------------- | ------------------------------- | - | - | ----- | ---------------- |
| Pat Rafter Arena - Queensland Tennis Centre 6 de enero de 2020 1ª sesión (10:00 AEST) |                      |                                 |   |   |       |                  |
| \| 1 \| \| Lloyd Harris \| 6 \| 6 \| \| \| 1 \| \| Nicolás Jarry \| 4 \| 4 \| \| \| 2 \| \| Kevin Anderson \| 6 \| 6 \| \| \| 2 \| \| Christian Garín \| 0 \| 3 \| \| \| 3 \| \| Raven Klaasen / Ruan Roelofse \| 1 \| 6 \| [10] \| \| 3 \| \| Christian Garín / Nicolás Jarry \| 6 \| 3 \| [7] \| |                      |                                 |   |   |       |                  |
| 1 | Bandera de Sudáfrica | Lloyd Harris                    | 6 | 6 |       |                  |
| 1 | Bandera de Chile     | Nicolás Jarry                   | 4 | 4 |       |                  |
| 2 | Bandera de Sudáfrica | Kevin Anderson                  | 6 | 6 |       |                  |
| 2 | Bandera de Chile     | Christian Garín                 | 0 | 3 |       |                  |
| 3 | Bandera de Sudáfrica | Raven Klaasen / Ruan Roelofse   | 1 | 6 | [10]  |                  |
| 3 | Bandera de Chile     | Christian Garín / Nicolás Jarry | 6 | 3 | [7]   |                  |

| 1 | Bandera de Sudáfrica | Lloyd Harris                    | 6 | 6 |      |
| 1 | Bandera de Chile     | Nicolás Jarry                   | 4 | 4 |      |
| 2 | Bandera de Sudáfrica | Kevin Anderson                  | 6 | 6 |      |
| 2 | Bandera de Chile     | Christian Garín                 | 0 | 3 |      |
| 3 | Bandera de Sudáfrica | Raven Klaasen / Ruan Roelofse   | 1 | 6 | [10] |
| 3 | Bandera de Chile     | Christian Garín / Nicolás Jarry | 6 | 3 | [7]  |

| | Bandera de Serbia  | Serbia                                 | 2 | 1  | Francia | Bandera de Francia |
| --- | ------------------ | -------------------------------------- | - | -- | ------- | ------------------ |
| Pat Rafter Arena - Queensland Tennis Centre 6 de enero de 2020 2ª sesión (17:30 AEST) |                    |                                        |   |    |         |                    |
| \| 1 \| \| Dušan Lajović \| 2 \| 78 \| 4 \| \| 1 \| \| Benoît Paire \| 6 \| 6 \| 6 \| \| 2 \| \| Novak Djokovic \| 6 \| 6 \| \| \| 2 \| \| Gaël Monfils \| 3 \| 2 \| \| \| 3 \| \| Novak Djokovic / Viktor Troicki \| 6 \| 65 \| [10] \| \| 3 \| \| Nicolas Mahut / Édouard Roger-Vasselin \| 3 \| 7 \| [3] \| |                    |                                        |   |    |         |                    |
| 1 | Bandera de Serbia  | Dušan Lajović                          | 2 | 78 | 4       |                    |
| 1 | Bandera de Francia | Benoît Paire                           | 6 | 6  | 6       |                    |
| 2 | Bandera de Serbia  | Novak Djokovic                         | 6 | 6  |         |                    |
| 2 | Bandera de Francia | Gaël Monfils                           | 3 | 2  |         |                    |
| 3 | Bandera de Serbia  | Novak Djokovic / Viktor Troicki        | 6 | 65 | [10]    |                    |
| 3 | Bandera de Francia | Nicolas Mahut / Édouard Roger-Vasselin | 3 | 7  | [3]     |                    |

| 1 | Bandera de Serbia  | Dušan Lajović                          | 2 | 78 | 4    |
| 1 | Bandera de Francia | Benoît Paire                           | 6 | 6  | 6    |
| 2 | Bandera de Serbia  | Novak Djokovic                         | 6 | 6  |      |
| 2 | Bandera de Francia | Gaël Monfils                           | 3 | 2  |      |
| 3 | Bandera de Serbia  | Novak Djokovic / Viktor Troicki        | 6 | 65 | [10] |
| 3 | Bandera de Francia | Nicolas Mahut / Édouard Roger-Vasselin | 3 | 7  | [3]  |

| | Bandera de Serbia | Serbia                           | 2 | 1  | Chile | Bandera de Chile |
| --- | ----------------- | -------------------------------- | - | -- | ----- | ---------------- |
| Pat Rafter Arena - Queensland Tennis Centre 8 de enero de 2020 1ª sesión (10:00 AEST) |                   |                                  |   |    |       |                  |
| \| 1 \| \| Dušan Lajović \| 6 \| 7 \| \| \| 1 \| \| Nicolás Jarry \| 2 \| 63 \| \| \| 2 \| \| Novak Djokovic \| 6 \| 6 \| \| \| 2 \| \| Christian Garín \| 3 \| 3 \| \| \| 3 \| \| Nikola Čačić / Viktor Troicki \| 3 \| 62 \| \| \| 3 \| \| Nicolás Jarry / Alejandro Tabilo \| 6 \| 7 \| \| |                   |                                  |   |    |       |                  |
| 1 | Bandera de Serbia | Dušan Lajović                    | 6 | 7  |       |                  |
| 1 | Bandera de Chile  | Nicolás Jarry                    | 2 | 63 |       |                  |
| 2 | Bandera de Serbia | Novak Djokovic                   | 6 | 6  |       |                  |
| 2 | Bandera de Chile  | Christian Garín                  | 3 | 3  |       |                  |
| 3 | Bandera de Serbia | Nikola Čačić / Viktor Troicki    | 3 | 62 |       |                  |
| 3 | Bandera de Chile  | Nicolás Jarry / Alejandro Tabilo | 6 | 7  |       |                  |

| 1 | Bandera de Serbia | Dušan Lajović                    | 6 | 7  |  |
| 1 | Bandera de Chile  | Nicolás Jarry                    | 2 | 63 |  |
| 2 | Bandera de Serbia | Novak Djokovic                   | 6 | 6  |  |
| 2 | Bandera de Chile  | Christian Garín                  | 3 | 3  |  |
| 3 | Bandera de Serbia | Nikola Čačić / Viktor Troicki    | 3 | 62 |  |
| 3 | Bandera de Chile  | Nicolás Jarry / Alejandro Tabilo | 6 | 7  |  |

| | Bandera de Francia   | Francia                                | 1 | 2  | Sudáfrica | Bandera de Sudáfrica |
| --- | -------------------- | -------------------------------------- | - | -- | --------- | -------------------- |
| Pat Rafter Arena - Queensland Tennis Centre 8 de enero de 2020 2ª sesión (17:30 AEST) |                      |                                        |   |    |           |                      |
| \| 1 \| \| Gilles Simon \| 2 \| 6 \| 6 \| \| 1 \| \| Lloyd Harris \| 6 \| 2 \| 2 \| \| 2 \| \| Benoît Paire \| 6 \| 61 \| 65 \| \| 2 \| \| Kevin Anderson \| 2 \| 7 \| 7 \| \| 3 \| \| Nicolas Mahut / Édouard Roger-Vasselin \| 3 \| 4 \| \| \| 3 \| \| Raven Klaasen / Ruan Roelofse \| 6 \| 6 \| \| |                      |                                        |   |    |           |                      |
| 1 | Bandera de Francia   | Gilles Simon                           | 2 | 6  | 6         |                      |
| 1 | Bandera de Sudáfrica | Lloyd Harris                           | 6 | 2  | 2         |                      |
| 2 | Bandera de Francia   | Benoît Paire                           | 6 | 61 | 65        |                      |
| 2 | Bandera de Sudáfrica | Kevin Anderson                         | 2 | 7  | 7         |                      |
| 3 | Bandera de Francia   | Nicolas Mahut / Édouard Roger-Vasselin | 3 | 4  |           |                      |
| 3 | Bandera de Sudáfrica | Raven Klaasen / Ruan Roelofse          | 6 | 6  |           |                      |

| 1 | Bandera de Francia   | Gilles Simon                           | 2 | 6  | 6  |
| 1 | Bandera de Sudáfrica | Lloyd Harris                           | 6 | 2  | 2  |
| 2 | Bandera de Francia   | Benoît Paire                           | 6 | 61 | 65 |
| 2 | Bandera de Sudáfrica | Kevin Anderson                         | 2 | 7  | 7  |
| 3 | Bandera de Francia   | Nicolas Mahut / Édouard Roger-Vasselin | 3 | 4  |    |
| 3 | Bandera de Sudáfrica | Raven Klaasen / Ruan Roelofse          | 6 | 6  |    |

### Grupo B (Perth)
| Pos. | Países  | Puntos | Partidos | Sets | Juegos |
| ---- | ------- | ------ | -------- | ---- | ------ |
| 1    | España  | 3-0    | 9-0      | 18-2 | 108-56 |
| 2    | Japón   | 2-1    | 5-4      | 11-9 | 99-80  |
| 3    | Georgia | 1-2    | 3-6      | 7-13 | 75-100 |
| 4    | Uruguay | 0-3    | 1-8      | 4-16 | 57-103 |

| | Bandera de Japón   | Japón                            | 3  | 0 | Uruguay | Bandera de Uruguay |
| --- | ------------------ | -------------------------------- | -- | - | ------- | ------------------ |
| RAC Arena - Perth City Link 3 de enero de 2020 1ª sesión (10:00 AWST) |                    |                                  |    |   |         |                    |
| \| 1 \| \| Go Soeda \| 6 \| 6 \| \| \| 1 \| \| Martín Cuevas \| 1 \| 3 \| \| \| 2 \| \| Yoshihito Nishioka \| 6 \| 6 \| \| \| 2 \| \| Pablo Cuevas \| 0 \| 1 \| \| \| 3 \| \| Toshihide Matsui / Ben McLachlan \| 7 \| 6 \| \| \| 3 \| \| Ariel Behar / Pablo Cuevas \| 65 \| 4 \| \| |                    |                                  |    |   |         |                    |
| 1 | Bandera de Japón   | Go Soeda                         | 6  | 6 |         |                    |
| 1 | Bandera de Uruguay | Martín Cuevas                    | 1  | 3 |         |                    |
| 2 | Bandera de Japón   | Yoshihito Nishioka               | 6  | 6 |         |                    |
| 2 | Bandera de Uruguay | Pablo Cuevas                     | 0  | 1 |         |                    |
| 3 | Bandera de Japón   | Toshihide Matsui / Ben McLachlan | 7  | 6 |         |                    |
| 3 | Bandera de Uruguay | Ariel Behar / Pablo Cuevas       | 65 | 4 |         |                    |

| 1 | Bandera de Japón   | Go Soeda                         | 6  | 6 |  |
| 1 | Bandera de Uruguay | Martín Cuevas                    | 1  | 3 |  |
| 2 | Bandera de Japón   | Yoshihito Nishioka               | 6  | 6 |  |
| 2 | Bandera de Uruguay | Pablo Cuevas                     | 0  | 1 |  |
| 3 | Bandera de Japón   | Toshihide Matsui / Ben McLachlan | 7  | 6 |  |
| 3 | Bandera de Uruguay | Ariel Behar / Pablo Cuevas       | 65 | 4 |  |

| | Bandera de España  | España                              | 3 | 0 | Georgia | Bandera de Georgia |
| --- | ------------------ | ----------------------------------- | - | - | ------- | ------------------ |
| RAC Arena - Perth City Link 4 de enero de 2020 2ª sesión (17:30 AWST) |                    |                                     |   |   |         |                    |
| \| 1 \| \| Roberto Bautista \| 6 \| 6 \| \| \| 1 \| \| Aleksandre Metreveli \| 0 \| 0 \| \| \| 2 \| \| Rafael Nadal \| 6 \| 7 \| \| \| 2 \| \| Nikoloz Basilashvili \| 3 \| 5 \| \| \| 3 \| \| Pablo Carreño / Feliciano López \| 6 \| 6 \| \| \| 3 \| \| Aleksandre Bakshi / George Tsivadze \| 3 \| 4 \| \| |                    |                                     |   |   |         |                    |
| 1 | Bandera de España  | Roberto Bautista                    | 6 | 6 |         |                    |
| 1 | Bandera de Georgia | Aleksandre Metreveli                | 0 | 0 |         |                    |
| 2 | Bandera de España  | Rafael Nadal                        | 6 | 7 |         |                    |
| 2 | Bandera de Georgia | Nikoloz Basilashvili                | 3 | 5 |         |                    |
| 3 | Bandera de España  | Pablo Carreño / Feliciano López     | 6 | 6 |         |                    |
| 3 | Bandera de Georgia | Aleksandre Bakshi / George Tsivadze | 3 | 4 |         |                    |

| 1 | Bandera de España  | Roberto Bautista                    | 6 | 6 |  |
| 1 | Bandera de Georgia | Aleksandre Metreveli                | 0 | 0 |  |
| 2 | Bandera de España  | Rafael Nadal                        | 6 | 7 |  |
| 2 | Bandera de Georgia | Nikoloz Basilashvili                | 3 | 5 |  |
| 3 | Bandera de España  | Pablo Carreño / Feliciano López     | 6 | 6 |  |
| 3 | Bandera de Georgia | Aleksandre Bakshi / George Tsivadze | 3 | 4 |  |

| | Bandera de Japón   | Japón                               | 2 | 1 | Georgia | Bandera de Georgia |
| --- | ------------------ | ----------------------------------- | - | - | ------- | ------------------ |
| RAC Arena - Perth City Link 6 de enero de 2020 1ª sesión (10:00 AWST) |                    |                                     |   |   |         |                    |
| \| 1 \| \| Go Soeda \| 4 \| 6 \| 6 \| \| 1 \| \| Aleksandre Metreveli \| 6 \| 3 \| 2 \| \| 2 \| \| Yoshihito Nishioka \| 6 \| 6 \| \| \| 2 \| \| Nikoloz Basilashvili \| 2 \| 3 \| \| \| 3 \| \| Ben McLachlan / Toshihide Matsui \| 2 \| 4 \| \| \| 3 \| \| Aleksandre Bakshi / Zura Tkemaladze \| 6 \| 6 \| \| |                    |                                     |   |   |         |                    |
| 1 | Bandera de Japón   | Go Soeda                            | 4 | 6 | 6       |                    |
| 1 | Bandera de Georgia | Aleksandre Metreveli                | 6 | 3 | 2       |                    |
| 2 | Bandera de Japón   | Yoshihito Nishioka                  | 6 | 6 |         |                    |
| 2 | Bandera de Georgia | Nikoloz Basilashvili                | 2 | 3 |         |                    |
| 3 | Bandera de Japón   | Ben McLachlan / Toshihide Matsui    | 2 | 4 |         |                    |
| 3 | Bandera de Georgia | Aleksandre Bakshi / Zura Tkemaladze | 6 | 6 |         |                    |

| 1 | Bandera de Japón   | Go Soeda                            | 4 | 6 | 6 |
| 1 | Bandera de Georgia | Aleksandre Metreveli                | 6 | 3 | 2 |
| 2 | Bandera de Japón   | Yoshihito Nishioka                  | 6 | 6 |   |
| 2 | Bandera de Georgia | Nikoloz Basilashvili                | 2 | 3 |   |
| 3 | Bandera de Japón   | Ben McLachlan / Toshihide Matsui    | 2 | 4 |   |
| 3 | Bandera de Georgia | Aleksandre Bakshi / Zura Tkemaladze | 6 | 6 |   |

| | Bandera de España  | España                            | 3 | 0 | Uruguay | Bandera de Uruguay |
| --- | ------------------ | --------------------------------- | - | - | ------- | ------------------ |
| RAC Arena - Perth City Link 6 de enero de 2020 2ª sesión (17:30 AWST) |                    |                                   |   |   |         |                    |
| \| 1 \| \| Roberto Bautista \| 6 \| 6 \| \| \| 1 \| \| Franco Roncadelli \| 1 \| 2 \| \| \| 2 \| \| Rafael Nadal \| 6 \| 6 \| \| \| 2 \| \| Pablo Cuevas \| 2 \| 1 \| \| \| 3 \| \| Pablo Carreño / Feliciano López \| 6 \| 3 \| [10] \| \| 3 \| \| Ariel Behar / Juan Martín Fumeaux \| 1 \| 6 \| [3] \| |                    |                                   |   |   |         |                    |
| 1 | Bandera de España  | Roberto Bautista                  | 6 | 6 |         |                    |
| 1 | Bandera de Uruguay | Franco Roncadelli                 | 1 | 2 |         |                    |
| 2 | Bandera de España  | Rafael Nadal                      | 6 | 6 |         |                    |
| 2 | Bandera de Uruguay | Pablo Cuevas                      | 2 | 1 |         |                    |
| 3 | Bandera de España  | Pablo Carreño / Feliciano López   | 6 | 3 | [10]    |                    |
| 3 | Bandera de Uruguay | Ariel Behar / Juan Martín Fumeaux | 1 | 6 | [3]     |                    |

| 1 | Bandera de España  | Roberto Bautista                  | 6 | 6 |      |
| 1 | Bandera de Uruguay | Franco Roncadelli                 | 1 | 2 |      |
| 2 | Bandera de España  | Rafael Nadal                      | 6 | 6 |      |
| 2 | Bandera de Uruguay | Pablo Cuevas                      | 2 | 1 |      |
| 3 | Bandera de España  | Pablo Carreño / Feliciano López   | 6 | 3 | [10] |
| 3 | Bandera de Uruguay | Ariel Behar / Juan Martín Fumeaux | 1 | 6 | [3]  |

| | Bandera de España | España                       | 3  | 0 | Japón | Bandera de Japón |
| --- | ----------------- | ---------------------------- | -- | - | ----- | ---------------- |
| RAC Arena - Perth City Link 8 de enero de 2020 1ª sesión (10:00 AWST) |                   |                              |    |   |       |                  |
| \| 1 \| \| Roberto Bautista \| 6 \| 6 \| \| \| 1 \| \| Go Soeda \| 2 \| 4 \| \| \| 2 \| \| Rafael Nadal \| 7 \| 6 \| \| \| 2 \| \| Yoshihito Nishioka \| 64 \| 4 \| \| \| 3 \| \| Pablo Carreño / Rafael Nadal \| 7 \| 4 \| [10] \| \| 3 \| \| Ben McLachlan / Go Soeda \| 65 \| 6 \| [6] \| |                   |                              |    |   |       |                  |
| 1 | Bandera de España | Roberto Bautista             | 6  | 6 |       |                  |
| 1 | Bandera de Japón  | Go Soeda                     | 2  | 4 |       |                  |
| 2 | Bandera de España | Rafael Nadal                 | 7  | 6 |       |                  |
| 2 | Bandera de Japón  | Yoshihito Nishioka           | 64 | 4 |       |                  |
| 3 | Bandera de España | Pablo Carreño / Rafael Nadal | 7  | 4 | [10]  |                  |
| 3 | Bandera de Japón  | Ben McLachlan / Go Soeda     | 65 | 6 | [6]   |                  |

| 1 | Bandera de España | Roberto Bautista             | 6  | 6 |      |
| 1 | Bandera de Japón  | Go Soeda                     | 2  | 4 |      |
| 2 | Bandera de España | Rafael Nadal                 | 7  | 6 |      |
| 2 | Bandera de Japón  | Yoshihito Nishioka           | 64 | 4 |      |
| 3 | Bandera de España | Pablo Carreño / Rafael Nadal | 7  | 4 | [10] |
| 3 | Bandera de Japón  | Ben McLachlan / Go Soeda     | 65 | 6 | [6]  |

| | Bandera de Georgia | Georgia                                  | 2 | 1 | Uruguay | Bandera de Uruguay |
| --- | ------------------ | ---------------------------------------- | - | - | ------- | ------------------ |
| RAC Arena - Perth City Link 8 de enero de 2020 2ª sesión (17:30 AWST) |                    |                                          |   |   |         |                    |
| \| 1 \| \| Aleksandre Metreveli \| 6 \| 6 \| \| \| 1 \| \| Franco Roncadelli \| 2 \| 1 \| \| \| 2 \| \| Nikoloz Basilashvili \| 6 \| 1 \| 6 \| \| 2 \| \| Pablo Cuevas \| 4 \| 6 \| 4 \| \| 3 \| \| Aleksandre Bakshi / Aleksandre Metreveli \| 2 \| 2 \| \| \| 3 \| \| Ariel Behar / Pablo Cuevas \| 6 \| 6 \| \| |                    |                                          |   |   |         |                    |
| 1 | Bandera de Georgia | Aleksandre Metreveli                     | 6 | 6 |         |                    |
| 1 | Bandera de Uruguay | Franco Roncadelli                        | 2 | 1 |         |                    |
| 2 | Bandera de Georgia | Nikoloz Basilashvili                     | 6 | 1 | 6       |                    |
| 2 | Bandera de Uruguay | Pablo Cuevas                             | 4 | 6 | 4       |                    |
| 3 | Bandera de Georgia | Aleksandre Bakshi / Aleksandre Metreveli | 2 | 2 |         |                    |
| 3 | Bandera de Uruguay | Ariel Behar / Pablo Cuevas               | 6 | 6 |         |                    |

| 1 | Bandera de Georgia | Aleksandre Metreveli                     | 6 | 6 |   |
| 1 | Bandera de Uruguay | Franco Roncadelli                        | 2 | 1 |   |
| 2 | Bandera de Georgia | Nikoloz Basilashvili                     | 6 | 1 | 6 |
| 2 | Bandera de Uruguay | Pablo Cuevas                             | 4 | 6 | 4 |
| 3 | Bandera de Georgia | Aleksandre Bakshi / Aleksandre Metreveli | 2 | 2 |   |
| 3 | Bandera de Uruguay | Ariel Behar / Pablo Cuevas               | 6 | 6 |   |

### Grupo C (Sídney)
| Pos. | Países      | Puntos | Partidos | Sets  | Juegos |
| ---- | ----------- | ------ | -------- | ----- | ------ |
| 1    | Reino Unido | 2-1    | 6-3      | 14-7  | 106-80 |
| 2    | Bélgica     | 2-1    | 6-3      | 12-10 | 103-97 |
| 3    | Bulgaria    | 2-1    | 5-4      | 13-10 | 105-92 |
| 4    | Moldavia    | 0-3    | 1-8      | 4-16  | 71-116 |

| | Bandera de Bélgica  | Bélgica                         | 3  | 0  | Moldavia | Bandera de Moldavia |
| --- | ------------------- | ------------------------------- | -- | -- | -------- | ------------------- |
| Ken Rosewall Arena - Sydney Olympic Park Tennis World 3 de enero de 2020 1ª sesión (10:00 AEDT) |                     |                                 |    |    |          |                     |
| \| 1 \| \| Steve Darcis \| 6 \| 64 \| 7 \| \| 1 \| \| Alexander Cozbinov \| 4 \| 7 \| 5 \| \| 2 \| \| David Goffin \| 6 \| 6 \| \| \| 2 \| \| Radu Albot \| 4 \| 1 \| \| \| 3 \| \| Sander Gillé / Joran Vliegen \| 65 \| 7 \| [11] \| \| 3 \| \| Radu Albot / Alexander Cozbinov \| 7 \| 64 \| [9] \| |                     |                                 |    |    |          |                     |
| 1 | Bandera de Bélgica  | Steve Darcis                    | 6  | 64 | 7        |                     |
| 1 | Bandera de Moldavia | Alexander Cozbinov              | 4  | 7  | 5        |                     |
| 2 | Bandera de Bélgica  | David Goffin                    | 6  | 6  |          |                     |
| 2 | Bandera de Moldavia | Radu Albot                      | 4  | 1  |          |                     |
| 3 | Bandera de Bélgica  | Sander Gillé / Joran Vliegen    | 65 | 7  | [11]     |                     |
| 3 | Bandera de Moldavia | Radu Albot / Alexander Cozbinov | 7  | 64 | [9]      |                     |

| 1 | Bandera de Bélgica  | Steve Darcis                    | 6  | 64 | 7    |
| 1 | Bandera de Moldavia | Alexander Cozbinov              | 4  | 7  | 5    |
| 2 | Bandera de Bélgica  | David Goffin                    | 6  | 6  |      |
| 2 | Bandera de Moldavia | Radu Albot                      | 4  | 1  |      |
| 3 | Bandera de Bélgica  | Sander Gillé / Joran Vliegen    | 65 | 7  | [11] |
| 3 | Bandera de Moldavia | Radu Albot / Alexander Cozbinov | 7  | 64 | [9]  |

| | Bandera del Reino Unido | Gran Bretaña                        | 1  | 2  | Bulgaria | Bandera de Bulgaria |
| --- | ----------------------- | ----------------------------------- | -- | -- | -------- | ------------------- |
| Ken Rosewall Arena - Sydney Olympic Park Tennis World 3 de enero de 2020 2ª sesión (17:30 AEDT) |                         |                                     |    |    |          |                     |
| \| 1 \| \| Cameron Norrie \| 6 \| 3 \| 6 \| \| 1 \| \| Dimitar Kuzmanov \| 2 \| 6 \| 2 \| \| 2 \| \| Daniel Evans \| 6 \| 4 \| 1 \| \| 2 \| \| Grigor Dimitrov \| 2 \| 6 \| 6 \| \| 3 \| \| Jamie Murray / Joe Salisbury \| 65 \| 7 \| [9] \| \| 3 \| \| Grigor Dimitrov / Alexandar Lazarov \| 7 \| 62 \| [11] \| |                         |                                     |    |    |          |                     |
| 1 | Bandera del Reino Unido | Cameron Norrie                      | 6  | 3  | 6        |                     |
| 1 | Bandera de Bulgaria     | Dimitar Kuzmanov                    | 2  | 6  | 2        |                     |
| 2 | Bandera del Reino Unido | Daniel Evans                        | 6  | 4  | 1        |                     |
| 2 | Bandera de Bulgaria     | Grigor Dimitrov                     | 2  | 6  | 6        |                     |
| 3 | Bandera del Reino Unido | Jamie Murray / Joe Salisbury        | 65 | 7  | [9]      |                     |
| 3 | Bandera de Bulgaria     | Grigor Dimitrov / Alexandar Lazarov | 7  | 62 | [11]     |                     |

| 1 | Bandera del Reino Unido | Cameron Norrie                      | 6  | 3  | 6    |
| 1 | Bandera de Bulgaria     | Dimitar Kuzmanov                    | 2  | 6  | 2    |
| 2 | Bandera del Reino Unido | Daniel Evans                        | 6  | 4  | 1    |
| 2 | Bandera de Bulgaria     | Grigor Dimitrov                     | 2  | 6  | 6    |
| 3 | Bandera del Reino Unido | Jamie Murray / Joe Salisbury        | 65 | 7  | [9]  |
| 3 | Bandera de Bulgaria     | Grigor Dimitrov / Alexandar Lazarov | 7  | 62 | [11] |

| | Bandera de Bulgaria | Bulgaria                            | 2 | 1  | Moldavia | Bandera de Moldavia |
| --- | ------------------- | ----------------------------------- | - | -- | -------- | ------------------- |
| Ken Rosewall Arena - Sydney Olympic Park Tennis World 5 de enero de 2020 1ª sesión (10:00 AEDT) |                     |                                     |   |    |          |                     |
| \| 1 \| \| Dimitar Kuzmanov \| 6 \| 7 \| \| \| 1 \| \| Alexander Cozbinov \| 1 \| 5 \| \| \| 2 \| \| Grigor Dimitrov \| 6 \| 6 \| \| \| 2 \| \| Radu Albot \| 2 \| 3 \| \| \| 3 \| \| Grigor Dimitrov / Alexandar Lazarov \| 4 \| 64 \| \| \| 3 \| \| Radu Albot / Alexander Cozbinov \| 6 \| 7 \| \| |                     |                                     |   |    |          |                     |
| 1 | Bandera de Bulgaria | Dimitar Kuzmanov                    | 6 | 7  |          |                     |
| 1 | Bandera de Moldavia | Alexander Cozbinov                  | 1 | 5  |          |                     |
| 2 | Bandera de Bulgaria | Grigor Dimitrov                     | 6 | 6  |          |                     |
| 2 | Bandera de Moldavia | Radu Albot                          | 2 | 3  |          |                     |
| 3 | Bandera de Bulgaria | Grigor Dimitrov / Alexandar Lazarov | 4 | 64 |          |                     |
| 3 | Bandera de Moldavia | Radu Albot / Alexander Cozbinov     | 6 | 7  |          |                     |

| 1 | Bandera de Bulgaria | Dimitar Kuzmanov                    | 6 | 7  |  |
| 1 | Bandera de Moldavia | Alexander Cozbinov                  | 1 | 5  |  |
| 2 | Bandera de Bulgaria | Grigor Dimitrov                     | 6 | 6  |  |
| 2 | Bandera de Moldavia | Radu Albot                          | 2 | 3  |  |
| 3 | Bandera de Bulgaria | Grigor Dimitrov / Alexandar Lazarov | 4 | 64 |  |
| 3 | Bandera de Moldavia | Radu Albot / Alexander Cozbinov     | 6 | 7  |  |

| | Bandera de Bélgica      | Bélgica                      | 1 | 2  | Gran Bretaña | Bandera del Reino Unido |
| --- | ----------------------- | ---------------------------- | - | -- | ------------ | ----------------------- |
| Ken Rosewall Arena - Sydney Olympic Park Tennis World 5 de enero de 2020 2ª sesión (17:30 AEDT) |                         |                              |   |    |              |                         |
| \| 1 \| \| Steve Darcis \| 6 \| 6 \| \| \| 1 \| \| Cameron Norrie \| 2 \| 4 \| \| \| 2 \| \| David Goffin \| 4 \| 4 \| \| \| 2 \| \| Daniel Evans \| 6 \| 6 \| \| \| 3 \| \| Sander Gillé / Joran Vliegen \| 3 \| 67 \| \| \| 3 \| \| Jamie Murray / Joe Salisbury \| 6 \| 79 \| \| |                         |                              |   |    |              |                         |
| 1 | Bandera de Bélgica      | Steve Darcis                 | 6 | 6  |              |                         |
| 1 | Bandera del Reino Unido | Cameron Norrie               | 2 | 4  |              |                         |
| 2 | Bandera de Bélgica      | David Goffin                 | 4 | 4  |              |                         |
| 2 | Bandera del Reino Unido | Daniel Evans                 | 6 | 6  |              |                         |
| 3 | Bandera de Bélgica      | Sander Gillé / Joran Vliegen | 3 | 67 |              |                         |
| 3 | Bandera del Reino Unido | Jamie Murray / Joe Salisbury | 6 | 79 |              |                         |

| 1 | Bandera de Bélgica      | Steve Darcis                 | 6 | 6  |  |
| 1 | Bandera del Reino Unido | Cameron Norrie               | 2 | 4  |  |
| 2 | Bandera de Bélgica      | David Goffin                 | 4 | 4  |  |
| 2 | Bandera del Reino Unido | Daniel Evans                 | 6 | 6  |  |
| 3 | Bandera de Bélgica      | Sander Gillé / Joran Vliegen | 3 | 67 |  |
| 3 | Bandera del Reino Unido | Jamie Murray / Joe Salisbury | 6 | 79 |  |

| | Bandera del Reino Unido | Gran Bretaña                    | 3 | 0 | Moldavia | Bandera de Moldavia |
| --- | ----------------------- | ------------------------------- | - | - | -------- | ------------------- |
| Ken Rosewall Arena - Sydney Olympic Park Tennis World 7 de enero de 2020 1ª sesión (10:00 AEDT) |                         |                                 |   |   |          |                     |
| \| 1 \| \| Cameron Norrie \| 6 \| 6 \| \| \| 1 \| \| Alexander Cozbinov \| 2 \| 2 \| \| \| 2 \| \| Daniel Evans \| 6 \| 6 \| \| \| 2 \| \| Radu Albot \| 2 \| 2 \| \| \| 3 \| \| Jamie Murray / Joe Salisbury \| 6 \| 6 \| \| \| 3 \| \| Radu Albot / Alexander Cozbinov \| 2 \| 3 \| \| |                         |                                 |   |   |          |                     |
| 1 | Bandera del Reino Unido | Cameron Norrie                  | 6 | 6 |          |                     |
| 1 | Bandera de Moldavia     | Alexander Cozbinov              | 2 | 2 |          |                     |
| 2 | Bandera del Reino Unido | Daniel Evans                    | 6 | 6 |          |                     |
| 2 | Bandera de Moldavia     | Radu Albot                      | 2 | 2 |          |                     |
| 3 | Bandera del Reino Unido | Jamie Murray / Joe Salisbury    | 6 | 6 |          |                     |
| 3 | Bandera de Moldavia     | Radu Albot / Alexander Cozbinov | 2 | 3 |          |                     |

| 1 | Bandera del Reino Unido | Cameron Norrie                  | 6 | 6 |  |
| 1 | Bandera de Moldavia     | Alexander Cozbinov              | 2 | 2 |  |
| 2 | Bandera del Reino Unido | Daniel Evans                    | 6 | 6 |  |
| 2 | Bandera de Moldavia     | Radu Albot                      | 2 | 2 |  |
| 3 | Bandera del Reino Unido | Jamie Murray / Joe Salisbury    | 6 | 6 |  |
| 3 | Bandera de Moldavia     | Radu Albot / Alexander Cozbinov | 2 | 3 |  |

| | Bandera de Bélgica  | Bélgica                             | 2 | 1 | Bulgaria | Bandera de Bulgaria |
| --- | ------------------- | ----------------------------------- | - | - | -------- | ------------------- |
| Ken Rosewall Arena - Sydney Olympic Park Tennis World 7 de enero de 2020 2ª sesión (17:30 AEDT) |                     |                                     |   |   |          |                     |
| \| 1 \| \| Steve Darcis \| 0 \| 3 \| \| \| 1 \| \| Dimitar Kuzmanov \| 6 \| 6 \| \| \| 2 \| \| David Goffin \| 4 \| 6 \| 6 \| \| 2 \| \| Grigor Dimitrov \| 6 \| 2 \| 2 \| \| 3 \| \| Sander Gillé / Joran Vliegen \| 3 \| 6 \| [10] \| \| 3 \| \| Grigor Dimitrov / Alexandar Lazarov \| 6 \| 4 \| [7] \| |                     |                                     |   |   |          |                     |
| 1 | Bandera de Bélgica  | Steve Darcis                        | 0 | 3 |          |                     |
| 1 | Bandera de Bulgaria | Dimitar Kuzmanov                    | 6 | 6 |          |                     |
| 2 | Bandera de Bélgica  | David Goffin                        | 4 | 6 | 6        |                     |
| 2 | Bandera de Bulgaria | Grigor Dimitrov                     | 6 | 2 | 2        |                     |
| 3 | Bandera de Bélgica  | Sander Gillé / Joran Vliegen        | 3 | 6 | [10]     |                     |
| 3 | Bandera de Bulgaria | Grigor Dimitrov / Alexandar Lazarov | 6 | 4 | [7]      |                     |

| 1 | Bandera de Bélgica  | Steve Darcis                        | 0 | 3 |      |
| 1 | Bandera de Bulgaria | Dimitar Kuzmanov                    | 6 | 6 |      |
| 2 | Bandera de Bélgica  | David Goffin                        | 4 | 6 | 6    |
| 2 | Bandera de Bulgaria | Grigor Dimitrov                     | 6 | 2 | 2    |
| 3 | Bandera de Bélgica  | Sander Gillé / Joran Vliegen        | 3 | 6 | [10] |
| 3 | Bandera de Bulgaria | Grigor Dimitrov / Alexandar Lazarov | 6 | 4 | [7]  |

### Grupo D (Perth)
| Pos. | Países         | Puntos | Partidos | Sets | Juegos  |
| ---- | -------------- | ------ | -------- | ---- | ------- |
| 1    | Rusia          | 3-0    | 8-1      | 16-4 | 111-75  |
| 2    | Italia         | 2-1    | 5-4      | 11-9 | 94-94   |
| 3    | Noruega        | 1-2    | 3-6      | 6-14 | 80-106  |
| 4    | Estados Unidos | 0-3    | 2-7      | 8-14 | 100-110 |

| | Bandera de Estados Unidos | Estados Unidos                 | 1  | 2   | Noruega | Bandera de Noruega |
| --- | ------------------------- | ------------------------------ | -- | --- | ------- | ------------------ |
| RAC Arena - Perth City Link 3 de enero de 2020 1ª sesión (10:00 AWST) |                           |                                |    |     |         |                    |
| \| 1 \| \| Taylor Fritz \| 6 \| 6 \| \| \| 1 \| \| Viktor Durasovic \| 2 \| 2 \| \| \| 2 \| \| John Isner \| 7 \| 610 \| 5 \| \| 2 \| \| Casper Ruud \| 63 \| 712 \| 7 \| \| 3 \| \| Austin Krajicek / Rajeev Ram \| 6 \| 3 \| [5] \| \| 3 \| \| Viktor Durasovic / Casper Ruud \| 4 \| 6 \| [10] \| |                           |                                |    |     |         |                    |
| 1 | Bandera de Estados Unidos | Taylor Fritz                   | 6  | 6   |         |                    |
| 1 | Bandera de Noruega        | Viktor Durasovic               | 2  | 2   |         |                    |
| 2 | Bandera de Estados Unidos | John Isner                     | 7  | 610 | 5       |                    |
| 2 | Bandera de Noruega        | Casper Ruud                    | 63 | 712 | 7       |                    |
| 3 | Bandera de Estados Unidos | Austin Krajicek / Rajeev Ram   | 6  | 3   | [5]     |                    |
| 3 | Bandera de Noruega        | Viktor Durasovic / Casper Ruud | 4  | 6   | [10]    |                    |

| 1 | Bandera de Estados Unidos | Taylor Fritz                   | 6  | 6   |      |
| 1 | Bandera de Noruega        | Viktor Durasovic               | 2  | 2   |      |
| 2 | Bandera de Estados Unidos | John Isner                     | 7  | 610 | 5    |
| 2 | Bandera de Noruega        | Casper Ruud                    | 63 | 712 | 7    |
| 3 | Bandera de Estados Unidos | Austin Krajicek / Rajeev Ram   | 6  | 3   | [5]  |
| 3 | Bandera de Noruega        | Viktor Durasovic / Casper Ruud | 4  | 6   | [10] |

| | Bandera de Rusia  | Rusia                             | 3 | 0 | Italia | Bandera de Italia |
| --- | ----------------- | --------------------------------- | - | - | ------ | ----------------- |
| RAC Arena - Perth City Link 3 de enero de 2020 2ª sesión (17:30 AWST) |                   |                                   |   |   |        |                   |
| \| 1 \| \| Karen Khachanov \| 7 \| 6 \| \| \| 1 \| \| Stefano Travaglia \| 5 \| 3 \| \| \| 2 \| \| Daniil Medvédev \| 1 \| 6 \| 6 \| \| 2 \| \| Fabio Fognini \| 6 \| 1 \| 3 \| \| 3 \| \| Karen Khachanov / Daniil Medvédev \| 6 \| 6 \| \| \| 3 \| \| Simone Bolelli / Paolo Lorenzi \| 4 \| 3 \| \| |                   |                                   |   |   |        |                   |
| 1 | Bandera de Rusia  | Karen Khachanov                   | 7 | 6 |        |                   |
| 1 | Bandera de Italia | Stefano Travaglia                 | 5 | 3 |        |                   |
| 2 | Bandera de Rusia  | Daniil Medvédev                   | 1 | 6 | 6      |                   |
| 2 | Bandera de Italia | Fabio Fognini                     | 6 | 1 | 3      |                   |
| 3 | Bandera de Rusia  | Karen Khachanov / Daniil Medvédev | 6 | 6 |        |                   |
| 3 | Bandera de Italia | Simone Bolelli / Paolo Lorenzi    | 4 | 3 |        |                   |

| 1 | Bandera de Rusia  | Karen Khachanov                   | 7 | 6 |   |
| 1 | Bandera de Italia | Stefano Travaglia                 | 5 | 3 |   |
| 2 | Bandera de Rusia  | Daniil Medvédev                   | 1 | 6 | 6 |
| 2 | Bandera de Italia | Fabio Fognini                     | 6 | 1 | 3 |
| 3 | Bandera de Rusia  | Karen Khachanov / Daniil Medvédev | 6 | 6 |   |
| 3 | Bandera de Italia | Simone Bolelli / Paolo Lorenzi    | 4 | 3 |   |

| | Bandera de Italia  | Italia                         | 2 | 1  | Noruega | Bandera de Noruega |
| --- | ------------------ | ------------------------------ | - | -- | ------- | ------------------ |
| RAC Arena - Perth City Link 5 de enero de 2020 1ª sesión (10:00 AWST) |                    |                                |   |    |         |                    |
| \| 1 \| \| Stefano Travaglia \| 6 \| 6 \| \| \| 1 \| \| Viktor Durasovic \| 1 \| 1 \| \| \| 2 \| \| Fabio Fognini \| 2 \| 2 \| \| \| 2 \| \| Casper Ruud \| 6 \| 6 \| \| \| 3 \| \| Simone Bolelli / Fabio Fognini \| 6 \| 7 \| \| \| 3 \| \| Viktor Durasovic / Casper Ruud \| 3 \| 63 \| \| |                    |                                |   |    |         |                    |
| 1 | Bandera de Italia  | Stefano Travaglia              | 6 | 6  |         |                    |
| 1 | Bandera de Noruega | Viktor Durasovic               | 1 | 1  |         |                    |
| 2 | Bandera de Italia  | Fabio Fognini                  | 2 | 2  |         |                    |
| 2 | Bandera de Noruega | Casper Ruud                    | 6 | 6  |         |                    |
| 3 | Bandera de Italia  | Simone Bolelli / Fabio Fognini | 6 | 7  |         |                    |
| 3 | Bandera de Noruega | Viktor Durasovic / Casper Ruud | 3 | 63 |         |                    |

| 1 | Bandera de Italia  | Stefano Travaglia              | 6 | 6  |  |
| 1 | Bandera de Noruega | Viktor Durasovic               | 1 | 1  |  |
| 2 | Bandera de Italia  | Fabio Fognini                  | 2 | 2  |  |
| 2 | Bandera de Noruega | Casper Ruud                    | 6 | 6  |  |
| 3 | Bandera de Italia  | Simone Bolelli / Fabio Fognini | 6 | 7  |  |
| 3 | Bandera de Noruega | Viktor Durasovic / Casper Ruud | 3 | 63 |  |

| | Bandera de Rusia          | Rusia                             | 2 | 1 | Estados Unidos | Bandera de Estados Unidos |
| --- | ------------------------- | --------------------------------- | - | - | -------------- | ------------------------- |
| RAC Arena - Perth City Link 5 de enero de 2020 2ª sesión (17:30 AWST) |                           |                                   |   |   |                |                           |
| \| 1 \| \| Karen Khachanov \| 3 \| 7 \| 6 \| \| 1 \| \| Taylor Fritz \| 6 \| 5 \| 1 \| \| 2 \| \| Daniil Medvédev \| 6 \| 6 \| \| \| 2 \| \| John Isner \| 3 \| 1 \| \| \| 3 \| \| Karen Khachanov / Daniil Medvédev \| 3 \| 4 \| \| \| 3 \| \| Austin Krajicek / Rajeev Ram \| 6 \| 6 \| \| |                           |                                   |   |   |                |                           |
| 1 | Bandera de Rusia          | Karen Khachanov                   | 3 | 7 | 6              |                           |
| 1 | Bandera de Estados Unidos | Taylor Fritz                      | 6 | 5 | 1              |                           |
| 2 | Bandera de Rusia          | Daniil Medvédev                   | 6 | 6 |                |                           |
| 2 | Bandera de Estados Unidos | John Isner                        | 3 | 1 |                |                           |
| 3 | Bandera de Rusia          | Karen Khachanov / Daniil Medvédev | 3 | 4 |                |                           |
| 3 | Bandera de Estados Unidos | Austin Krajicek / Rajeev Ram      | 6 | 6 |                |                           |

| 1 | Bandera de Rusia          | Karen Khachanov                   | 3 | 7 | 6 |
| 1 | Bandera de Estados Unidos | Taylor Fritz                      | 6 | 5 | 1 |
| 2 | Bandera de Rusia          | Daniil Medvédev                   | 6 | 6 |   |
| 2 | Bandera de Estados Unidos | John Isner                        | 3 | 1 |   |
| 3 | Bandera de Rusia          | Karen Khachanov / Daniil Medvédev | 3 | 4 |   |
| 3 | Bandera de Estados Unidos | Austin Krajicek / Rajeev Ram      | 6 | 6 |   |

| | Bandera de Rusia   | Rusia                                     | 3  | 0  | Noruega | Bandera de Noruega |
| --- | ------------------ | ----------------------------------------- | -- | -- | ------- | ------------------ |
| RAC Arena - Perth City Link 7 de enero de 2020 1ª sesión (10:00 AWST) |                    |                                           |    |    |         |                    |
| \| 1 \| \| Karen Khachanov \| 6 \| 6 \| \| \| 1 \| \| Viktor Durasovic \| 2 \| 1 \| \| \| 2 \| \| Daniil Medvédev \| 6 \| 78 \| \| \| 2 \| \| Casper Ruud \| 3 \| 6 \| \| \| 3 \| \| Teimuraz Gabashvili / Konstantin Kravchuk \| 7 \| 6 \| \| \| 3 \| \| Viktor Durasovic / Casper Ruud \| 64 \| 4 \| \| |                    |                                           |    |    |         |                    |
| 1 | Bandera de Rusia   | Karen Khachanov                           | 6  | 6  |         |                    |
| 1 | Bandera de Noruega | Viktor Durasovic                          | 2  | 1  |         |                    |
| 2 | Bandera de Rusia   | Daniil Medvédev                           | 6  | 78 |         |                    |
| 2 | Bandera de Noruega | Casper Ruud                               | 3  | 6  |         |                    |
| 3 | Bandera de Rusia   | Teimuraz Gabashvili / Konstantin Kravchuk | 7  | 6  |         |                    |
| 3 | Bandera de Noruega | Viktor Durasovic / Casper Ruud            | 64 | 4  |         |                    |

| 1 | Bandera de Rusia   | Karen Khachanov                           | 6  | 6  |  |
| 1 | Bandera de Noruega | Viktor Durasovic                          | 2  | 1  |  |
| 2 | Bandera de Rusia   | Daniil Medvédev                           | 6  | 78 |  |
| 2 | Bandera de Noruega | Casper Ruud                               | 3  | 6  |  |
| 3 | Bandera de Rusia   | Teimuraz Gabashvili / Konstantin Kravchuk | 7  | 6  |  |
| 3 | Bandera de Noruega | Viktor Durasovic / Casper Ruud            | 64 | 4  |  |

| | Bandera de Italia         | Italia                         | 3  | 0  | Estados Unidos | Bandera de Estados Unidos |
| --- | ------------------------- | ------------------------------ | -- | -- | -------------- | ------------------------- |
| RAC Arena - Perth City Link 7 de enero de 2020 2ª sesión (17:30 AWST) |                           |                                |    |    |                |                           |
| \| 1 \| \| Stefano Travaglia \| 7 \| 7 \| \| \| 1 \| \| Taylor Fritz \| 63 \| 61 \| \| \| 2 \| \| Fabio Fognini \| 6 \| 7 \| \| \| 2 \| \| John Isner \| 4 \| 65 \| \| \| 3 \| \| Simone Bolelli / Fabio Fognini \| 6 \| 65 \| [10] \| \| 3 \| \| Austin Krajicek / Rajeev Ram \| 4 \| 7 \| [3] \| |                           |                                |    |    |                |                           |
| 1 | Bandera de Italia         | Stefano Travaglia              | 7  | 7  |                |                           |
| 1 | Bandera de Estados Unidos | Taylor Fritz                   | 63 | 61 |                |                           |
| 2 | Bandera de Italia         | Fabio Fognini                  | 6  | 7  |                |                           |
| 2 | Bandera de Estados Unidos | John Isner                     | 4  | 65 |                |                           |
| 3 | Bandera de Italia         | Simone Bolelli / Fabio Fognini | 6  | 65 | [10]           |                           |
| 3 | Bandera de Estados Unidos | Austin Krajicek / Rajeev Ram   | 4  | 7  | [3]            |                           |

| 1 | Bandera de Italia         | Stefano Travaglia              | 7  | 7  |      |
| 1 | Bandera de Estados Unidos | Taylor Fritz                   | 63 | 61 |      |
| 2 | Bandera de Italia         | Fabio Fognini                  | 6  | 7  |      |
| 2 | Bandera de Estados Unidos | John Isner                     | 4  | 65 |      |
| 3 | Bandera de Italia         | Simone Bolelli / Fabio Fognini | 6  | 65 | [10] |
| 3 | Bandera de Estados Unidos | Austin Krajicek / Rajeev Ram   | 4  | 7  | [3]  |

### Grupo E (Sídney)
| Pos. | Países    | Puntos | Partidos | Sets  | Juegos  |
| ---- | --------- | ------ | -------- | ----- | ------- |
| 1    | Argentina | 2-1    | 5-4      | 12-10 | 109-91  |
| 2    | Croacia   | 2-1    | 5-4      | 11-10 | 97-98   |
| 3    | Polonia   | 1-2    | 4-5      | 10-13 | 101-111 |
| 4    | Austria   | 1-2    | 4-5      | 12-12 | 120-118 |

| | Bandera de Argentina | Argentina                        | 2 | 1 | Polonia | Bandera de Polonia |
| --- | -------------------- | -------------------------------- | - | - | ------- | ------------------ |
| Ken Rosewall Arena - Sydney Olympic Park Tennis World 4 de enero de 2020 1ª sesión (10:00 AEDT) |                      |                                  |   |   |         |                    |
| \| 1 \| \| Guido Pella \| 6 \| 2 \| 6 \| \| 1 \| \| Kamil Majchrzak \| 2 \| 6 \| 2 \| \| 2 \| \| Diego Schwartzman \| 6 \| 2 \| 3 \| \| 2 \| \| Hubert Hurkacz \| 4 \| 6 \| 6 \| \| 3 \| \| Máximo González / Andrés Molteni \| 6 \| 6 \| \| \| 3 \| \| Hubert Hurkacz / Łukasz Kubot \| 2 \| 4 \| \| |                      |                                  |   |   |         |                    |
| 1 | Bandera de Argentina | Guido Pella                      | 6 | 2 | 6       |                    |
| 1 | Bandera de Polonia   | Kamil Majchrzak                  | 2 | 6 | 2       |                    |
| 2 | Bandera de Argentina | Diego Schwartzman                | 6 | 2 | 3       |                    |
| 2 | Bandera de Polonia   | Hubert Hurkacz                   | 4 | 6 | 6       |                    |
| 3 | Bandera de Argentina | Máximo González / Andrés Molteni | 6 | 6 |         |                    |
| 3 | Bandera de Polonia   | Hubert Hurkacz / Łukasz Kubot    | 2 | 4 |         |                    |

| 1 | Bandera de Argentina | Guido Pella                      | 6 | 2 | 6 |
| 1 | Bandera de Polonia   | Kamil Majchrzak                  | 2 | 6 | 2 |
| 2 | Bandera de Argentina | Diego Schwartzman                | 6 | 2 | 3 |
| 2 | Bandera de Polonia   | Hubert Hurkacz                   | 4 | 6 | 6 |
| 3 | Bandera de Argentina | Máximo González / Andrés Molteni | 6 | 6 |   |
| 3 | Bandera de Polonia   | Hubert Hurkacz / Łukasz Kubot    | 2 | 4 |   |

| | Bandera de Austria | Austria                       | 0  | 3 | Croacia | Bandera de Croacia |
| --- | ------------------ | ----------------------------- | -- | - | ------- | ------------------ |
| Ken Rosewall Arena - Sydney Olympic Park Tennis World 4 de enero de 2020 2ª sesión (17:30 AEDT) |                    |                               |    |   |         |                    |
| \| 1 \| \| Dennis Novak \| 7 \| 4 \| 4 \| \| 1 \| \| Marin Čilić \| 64 \| 6 \| 6 \| \| 2 \| \| Dominic Thiem \| 64 \| 6 \| 3 \| \| 2 \| \| Borna Ćorić \| 7 \| 2 \| 6 \| \| 3 \| \| Oliver Marach / Jürgen Melzer \| 64 \| 2 \| \| \| 3 \| \| Ivan Dodig / Nikola Mektić \| 7 \| 6 \| \| |                    |                               |    |   |         |                    |
| 1 | Bandera de Austria | Dennis Novak                  | 7  | 4 | 4       |                    |
| 1 | Bandera de Croacia | Marin Čilić                   | 64 | 6 | 6       |                    |
| 2 | Bandera de Austria | Dominic Thiem                 | 64 | 6 | 3       |                    |
| 2 | Bandera de Croacia | Borna Ćorić                   | 7  | 2 | 6       |                    |
| 3 | Bandera de Austria | Oliver Marach / Jürgen Melzer | 64 | 2 |         |                    |
| 3 | Bandera de Croacia | Ivan Dodig / Nikola Mektić    | 7  | 6 |         |                    |

| 1 | Bandera de Austria | Dennis Novak                  | 7  | 4 | 4 |
| 1 | Bandera de Croacia | Marin Čilić                   | 64 | 6 | 6 |
| 2 | Bandera de Austria | Dominic Thiem                 | 64 | 6 | 3 |
| 2 | Bandera de Croacia | Borna Ćorić                   | 7  | 2 | 6 |
| 3 | Bandera de Austria | Oliver Marach / Jürgen Melzer | 64 | 2 |   |
| 3 | Bandera de Croacia | Ivan Dodig / Nikola Mektić    | 7  | 6 |   |

| | Bandera de Croacia | Croacia                       | 2   | 1 | Polonia | Bandera de Polonia |
| --- | ------------------ | ----------------------------- | --- | - | ------- | ------------------ |
| Ken Rosewall Arena - Sydney Olympic Park Tennis World 6 de enero de 2020 1ª sesión (10:00 AEDT) |                    |                               |     |   |         |                    |
| \| 1 \| \| Marin Čilić \| 710 \| 6 \| \| \| 1 \| \| Kacper Zuk \| 68 \| 4 \| \| \| 2 \| \| Borna Ćorić \| 2 \| 2 \| \| \| 2 \| \| Hubert Hurkacz \| 6 \| 6 \| \| \| 3 \| \| Ivan Dodig / Nikola Mektić \| 6 \| 6 \| \| \| 3 \| \| Hubert Hurkacz / Łukasz Kubot \| 2 \| 1 \| \| |                    |                               |     |   |         |                    |
| 1 | Bandera de Croacia | Marin Čilić                   | 710 | 6 |         |                    |
| 1 | Bandera de Polonia | Kacper Zuk                    | 68  | 4 |         |                    |
| 2 | Bandera de Croacia | Borna Ćorić                   | 2   | 2 |         |                    |
| 2 | Bandera de Polonia | Hubert Hurkacz                | 6   | 6 |         |                    |
| 3 | Bandera de Croacia | Ivan Dodig / Nikola Mektić    | 6   | 6 |         |                    |
| 3 | Bandera de Polonia | Hubert Hurkacz / Łukasz Kubot | 2   | 1 |         |                    |

| 1 | Bandera de Croacia | Marin Čilić                   | 710 | 6 |  |
| 1 | Bandera de Polonia | Kacper Zuk                    | 68  | 4 |  |
| 2 | Bandera de Croacia | Borna Ćorić                   | 2   | 2 |  |
| 2 | Bandera de Polonia | Hubert Hurkacz                | 6   | 6 |  |
| 3 | Bandera de Croacia | Ivan Dodig / Nikola Mektić    | 6   | 6 |  |
| 3 | Bandera de Polonia | Hubert Hurkacz / Łukasz Kubot | 2   | 1 |  |

| | Bandera de Austria   | Austria                          | 3 | 0  | Argentina | Bandera de Argentina |
| --- | -------------------- | -------------------------------- | - | -- | --------- | -------------------- |
| Ken Rosewall Arena - Sydney Olympic Park Tennis World 6 de enero de 2020 2ª sesión (17:30 AEDT) |                      |                                  |   |    |           |                      |
| \| 1 \| \| Dennis Novak \| 0 \| 6 \| 6 \| \| \| 1 \| \| Guido Pella \| 6 \| 4 \| 4 \| \| \| 2 \| \| Dominic Thiem \| 6 \| 7 \| \| \| \| 2 \| \| Diego Schwartzman \| 3 \| 63 \| \| \| \| 3 \| \| Oliver Marach / Jürgen Melzer \| 6 \| 6 \| \| \| \| 3 \| \| Máximo González / Andrés Molteni \| 1 \| 4 \| \| \| |                      |                                  |   |    |           |                      |
| 1 | Bandera de Austria   | Dennis Novak                     | 0 | 6  | 6         |                      |
| 1 | Bandera de Argentina | Guido Pella                      | 6 | 4  | 4         |                      |
| 2 | Bandera de Austria   | Dominic Thiem                    | 6 | 7  |           |                      |
| 2 | Bandera de Argentina | Diego Schwartzman                | 3 | 63 |           |                      |
| 3 | Bandera de Austria   | Oliver Marach / Jürgen Melzer    | 6 | 6  |           |                      |
| 3 | Bandera de Argentina | Máximo González / Andrés Molteni | 1 | 4  |           |                      |

| 1 | Bandera de Austria   | Dennis Novak                     | 0 | 6  | 6 |  |
| 1 | Bandera de Argentina | Guido Pella                      | 6 | 4  | 4 |  |
| 2 | Bandera de Austria   | Dominic Thiem                    | 6 | 7  |   |  |
| 2 | Bandera de Argentina | Diego Schwartzman                | 3 | 63 |   |  |
| 3 | Bandera de Austria   | Oliver Marach / Jürgen Melzer    | 6 | 6  |   |  |
| 3 | Bandera de Argentina | Máximo González / Andrés Molteni | 1 | 4  |   |  |

| | Bandera de Austria | Austria                       | 1  | 2  | Polonia | Bandera de Polonia |
| --- | ------------------ | ----------------------------- | -- | -- | ------- | ------------------ |
| Ken Rosewall Arena - Sydney Olympic Park Tennis World 8 de enero de 2020 1ª sesión (10:00 AEDT) |                    |                               |    |    |         |                    |
| \| 1 \| \| Dennis Novak \| 7 \| 63 \| 3 \| \| 1 \| \| Kacper Zuk \| 5 \| 7 \| 6 \| \| 2 \| \| Dominic Thiem \| 6 \| 4 \| 65 \| \| 2 \| \| Hubert Hurkacz \| 3 \| 6 \| 7 \| \| 3 \| \| Oliver Marach / Jürgen Melzer \| 63 \| 6 \| [11] \| \| 3 \| \| Hubert Hurkacz / Łukasz Kubot \| 7 \| 3 \| [9] \| |                    |                               |    |    |         |                    |
| 1 | Bandera de Austria | Dennis Novak                  | 7  | 63 | 3       |                    |
| 1 | Bandera de Polonia | Kacper Zuk                    | 5  | 7  | 6       |                    |
| 2 | Bandera de Austria | Dominic Thiem                 | 6  | 4  | 65      |                    |
| 2 | Bandera de Polonia | Hubert Hurkacz                | 3  | 6  | 7       |                    |
| 3 | Bandera de Austria | Oliver Marach / Jürgen Melzer | 63 | 6  | [11]    |                    |
| 3 | Bandera de Polonia | Hubert Hurkacz / Łukasz Kubot | 7  | 3  | [9]     |                    |

| 1 | Bandera de Austria | Dennis Novak                  | 7  | 63 | 3    |
| 1 | Bandera de Polonia | Kacper Zuk                    | 5  | 7  | 6    |
| 2 | Bandera de Austria | Dominic Thiem                 | 6  | 4  | 65   |
| 2 | Bandera de Polonia | Hubert Hurkacz                | 3  | 6  | 7    |
| 3 | Bandera de Austria | Oliver Marach / Jürgen Melzer | 63 | 6  | [11] |
| 3 | Bandera de Polonia | Hubert Hurkacz / Łukasz Kubot | 7  | 3  | [9]  |

| | Bandera de Croacia   | Croacia                          | 0  | 3 | Argentina | Bandera de Argentina |
| --- | -------------------- | -------------------------------- | -- | - | --------- | -------------------- |
| Ken Rosewall Arena - Sydney Olympic Park Tennis World 8 de enero de 2020 2ª sesión (17:30 AEDT) |                      |                                  |    |   |           |                      |
| \| 1 \| \| Marin Čilić \| 61 \| 3 \| \| \| 1 \| \| Guido Pella \| 7 \| 6 \| \| \| 2 \| \| Borna Ćorić \| 2 \| 2 \| \| \| 2 \| \| Diego Schwartzman \| 6 \| 6 \| \| \| 3 \| \| Ivan Dodig / Nikola Mektić \| 6 \| 3 \| [2] \| \| 3 \| \| Máximo González / Andrés Molteni \| 3 \| 6 \| [10] \| |                      |                                  |    |   |           |                      |
| 1 | Bandera de Croacia   | Marin Čilić                      | 61 | 3 |           |                      |
| 1 | Bandera de Argentina | Guido Pella                      | 7  | 6 |           |                      |
| 2 | Bandera de Croacia   | Borna Ćorić                      | 2  | 2 |           |                      |
| 2 | Bandera de Argentina | Diego Schwartzman                | 6  | 6 |           |                      |
| 3 | Bandera de Croacia   | Ivan Dodig / Nikola Mektić       | 6  | 3 | [2]       |                      |
| 3 | Bandera de Argentina | Máximo González / Andrés Molteni | 3  | 6 | [10]      |                      |

| 1 | Bandera de Croacia   | Marin Čilić                      | 61 | 3 |      |
| 1 | Bandera de Argentina | Guido Pella                      | 7  | 6 |      |
| 2 | Bandera de Croacia   | Borna Ćorić                      | 2  | 2 |      |
| 2 | Bandera de Argentina | Diego Schwartzman                | 6  | 6 |      |
| 3 | Bandera de Croacia   | Ivan Dodig / Nikola Mektić       | 6  | 3 | [2]  |
| 3 | Bandera de Argentina | Máximo González / Andrés Molteni | 3  | 6 | [10] |

### Grupo F (Brisbane)
| Pos. | Países    | Puntos | Partidos | Sets | Juegos  |
| ---- | --------- | ------ | -------- | ---- | ------- |
| 1    | Australia | 3-0    | 9-0      | 18-5 | 132-101 |
| 2    | Canadá    | 2-1    | 5-4      | 12-8 | 99-87   |
| 3    | Alemania  | 1-2    | 3-6      | 7-13 | 83-98   |
| 4    | Grecia    | 0-3    | 1-8      | 5-16 | 86-114  |

| | Bandera de Grecia | Grecia                                   | 0  | 3  | Canadá | Bandera de Canadá |
| --- | ----------------- | ---------------------------------------- | -- | -- | ------ | ----------------- |
| Pat Rafter Arena - Queensland Tennis Centre 3 de enero de 2020 1ª sesión (10:00 AEST) |                   |                                          |    |    |        |                   |
| \| 1 \| \| Michail Pervolarakis \| 1 \| 3 \| \| \| 1 \| \| Félix Auger-Aliassime \| 6 \| 6 \| \| \| 2 \| \| Stefanos Tsitsipas \| 6 \| 64 \| \| \| 2 \| \| Denis Shapovalov \| 78 \| 7 \| \| \| 3 \| \| Michail Pervolarakis / Petros Tsitsipas \| 2 \| 3 \| \| \| 3 \| \| Félix Auger-Aliassime / Denis Shapovalov \| 6 \| 6 \| \| |                   |                                          |    |    |        |                   |
| 1 | Bandera de Grecia | Michail Pervolarakis                     | 1  | 3  |        |                   |
| 1 | Bandera de Canadá | Félix Auger-Aliassime                    | 6  | 6  |        |                   |
| 2 | Bandera de Grecia | Stefanos Tsitsipas                       | 6  | 64 |        |                   |
| 2 | Bandera de Canadá | Denis Shapovalov                         | 78 | 7  |        |                   |
| 3 | Bandera de Grecia | Michail Pervolarakis / Petros Tsitsipas  | 2  | 3  |        |                   |
| 3 | Bandera de Canadá | Félix Auger-Aliassime / Denis Shapovalov | 6  | 6  |        |                   |

| 1 | Bandera de Grecia | Michail Pervolarakis                     | 1  | 3  |  |
| 1 | Bandera de Canadá | Félix Auger-Aliassime                    | 6  | 6  |  |
| 2 | Bandera de Grecia | Stefanos Tsitsipas                       | 6  | 64 |  |
| 2 | Bandera de Canadá | Denis Shapovalov                         | 78 | 7  |  |
| 3 | Bandera de Grecia | Michail Pervolarakis / Petros Tsitsipas  | 2  | 3  |  |
| 3 | Bandera de Canadá | Félix Auger-Aliassime / Denis Shapovalov | 6  | 6  |  |

| | Bandera de Alemania  | Alemania                      | 0 | 3  | Australia | Bandera de Australia |
| --- | -------------------- | ----------------------------- | - | -- | --------- | -------------------- |
| Pat Rafter Arena - Queensland Tennis Centre 3 de enero de 2020 2ª sesión (17:30 AEST) |                      |                               |   |    |           |                      |
| \| 1 \| \| Jan-Lennard Struff \| 4 \| 64 \| \| \| 1 \| \| Nick Kyrgios \| 6 \| 7 \| \| \| 2 \| \| Alexander Zverev \| 6 \| 63 \| 2 \| \| 2 \| \| Álex de Miñaur \| 4 \| 7 \| 6 \| \| 3 \| \| Kevin Krawietz / Andreas Mies \| 3 \| 4 \| \| \| 3 \| \| Chris Guccione / John Peers \| 6 \| 6 \| \| |                      |                               |   |    |           |                      |
| 1 | Bandera de Alemania  | Jan-Lennard Struff            | 4 | 64 |           |                      |
| 1 | Bandera de Australia | Nick Kyrgios                  | 6 | 7  |           |                      |
| 2 | Bandera de Alemania  | Alexander Zverev              | 6 | 63 | 2         |                      |
| 2 | Bandera de Australia | Álex de Miñaur                | 4 | 7  | 6         |                      |
| 3 | Bandera de Alemania  | Kevin Krawietz / Andreas Mies | 3 | 4  |           |                      |
| 3 | Bandera de Australia | Chris Guccione / John Peers   | 6 | 6  |           |                      |

| 1 | Bandera de Alemania  | Jan-Lennard Struff            | 4 | 64 |   |
| 1 | Bandera de Australia | Nick Kyrgios                  | 6 | 7  |   |
| 2 | Bandera de Alemania  | Alexander Zverev              | 6 | 63 | 2 |
| 2 | Bandera de Australia | Álex de Miñaur                | 4 | 7  | 6 |
| 3 | Bandera de Alemania  | Kevin Krawietz / Andreas Mies | 3 | 4  |   |
| 3 | Bandera de Australia | Chris Guccione / John Peers   | 6 | 6  |   |

| | Bandera de Canadá    | Canadá                                 | 0  | 3  | Australia | Bandera de Australia |
| --- | -------------------- | -------------------------------------- | -- | -- | --------- | -------------------- |
| Pat Rafter Arena - Queensland Tennis Centre 5 de enero de 2020 1ª sesión (10:00 AEST) |                      |                                        |    |    |           |                      |
| \| 1 \| \| Félix Auger-Aliassime \| 4 \| 2 \| \| \| 1 \| \| John Millman \| 6 \| 6 \| \| \| 2 \| \| Denis Shapovalov \| 78 \| 4 \| 2 \| \| 2 \| \| Álex de Miñaur \| 6 \| 6 \| 6 \| \| 3 \| \| Félix Auger-Aliassime / Adil Shamasdin \| 6 \| 63 \| [8] \| \| 3 \| \| Chris Guccione / John Peers \| 3 \| 7 \| [10] \| |                      |                                        |    |    |           |                      |
| 1 | Bandera de Canadá    | Félix Auger-Aliassime                  | 4  | 2  |           |                      |
| 1 | Bandera de Australia | John Millman                           | 6  | 6  |           |                      |
| 2 | Bandera de Canadá    | Denis Shapovalov                       | 78 | 4  | 2         |                      |
| 2 | Bandera de Australia | Álex de Miñaur                         | 6  | 6  | 6         |                      |
| 3 | Bandera de Canadá    | Félix Auger-Aliassime / Adil Shamasdin | 6  | 63 | [8]       |                      |
| 3 | Bandera de Australia | Chris Guccione / John Peers            | 3  | 7  | [10]      |                      |

| 1 | Bandera de Canadá    | Félix Auger-Aliassime                  | 4  | 2  |      |
| 1 | Bandera de Australia | John Millman                           | 6  | 6  |      |
| 2 | Bandera de Canadá    | Denis Shapovalov                       | 78 | 4  | 2    |
| 2 | Bandera de Australia | Álex de Miñaur                         | 6  | 6  | 6    |
| 3 | Bandera de Canadá    | Félix Auger-Aliassime / Adil Shamasdin | 6  | 63 | [8]  |
| 3 | Bandera de Australia | Chris Guccione / John Peers            | 3  | 7  | [10] |

| | Bandera de Alemania | Alemania                                  | 2 | 1 | Grecia | Bandera de Grecia |
| --- | ------------------- | ----------------------------------------- | - | - | ------ | ----------------- |
| Pat Rafter Arena - Queensland Tennis Centre 5 de enero de 2020 2ª sesión (17:30 AEST) |                     |                                           |   |   |        |                   |
| \| 1 \| \| Jan-Lennard Struff \| 6 \| 6 \| \| \| 1 \| \| Michail Pervolarakis \| 4 \| 1 \| \| \| 2 \| \| Alexander Zverev \| 1 \| 4 \| \| \| 2 \| \| Stefanos Tsitsipas \| 6 \| 6 \| \| \| 3 \| \| Kevin Krawietz / Andreas Mies \| 3 \| 6 \| [17] \| \| 3 \| \| Michail Pervolarakis / Stefanos Tsitsipas \| 6 \| 3 \| [15] \| |                     |                                           |   |   |        |                   |
| 1 | Bandera de Alemania | Jan-Lennard Struff                        | 6 | 6 |        |                   |
| 1 | Bandera de Grecia   | Michail Pervolarakis                      | 4 | 1 |        |                   |
| 2 | Bandera de Alemania | Alexander Zverev                          | 1 | 4 |        |                   |
| 2 | Bandera de Grecia   | Stefanos Tsitsipas                        | 6 | 6 |        |                   |
| 3 | Bandera de Alemania | Kevin Krawietz / Andreas Mies             | 3 | 6 | [17]   |                   |
| 3 | Bandera de Grecia   | Michail Pervolarakis / Stefanos Tsitsipas | 6 | 3 | [15]   |                   |

| 1 | Bandera de Alemania | Jan-Lennard Struff                        | 6 | 6 |      |
| 1 | Bandera de Grecia   | Michail Pervolarakis                      | 4 | 1 |      |
| 2 | Bandera de Alemania | Alexander Zverev                          | 1 | 4 |      |
| 2 | Bandera de Grecia   | Stefanos Tsitsipas                        | 6 | 6 |      |
| 3 | Bandera de Alemania | Kevin Krawietz / Andreas Mies             | 3 | 6 | [17] |
| 3 | Bandera de Grecia   | Michail Pervolarakis / Stefanos Tsitsipas | 6 | 3 | [15] |

| | Bandera de Alemania | Alemania                                 | 1 | 2  | Canadá | Bandera de Canadá |
| --- | ------------------- | ---------------------------------------- | - | -- | ------ | ----------------- |
| Pat Rafter Arena - Queensland Tennis Centre 7 de enero de 2020 1ª sesión (10:00 AEST) |                     |                                          |   |    |        |                   |
| \| 1 \| \| Jan-Lennard Struff \| 6 \| 6 \| \| \| 1 \| \| Félix Auger-Aliassime \| 1 \| 4 \| \| \| 2 \| \| Alexander Zverev \| 2 \| 2 \| \| \| 2 \| \| Denis Shapovalov \| 6 \| 6 \| \| \| 3 \| \| Kevin Krawietz / Andreas Mies \| 3 \| 64 \| \| \| 3 \| \| Félix Auger-Aliassime / Denis Shapovalov \| 6 \| 7 \| \| |                     |                                          |   |    |        |                   |
| 1 | Bandera de Alemania | Jan-Lennard Struff                       | 6 | 6  |        |                   |
| 1 | Bandera de Canadá   | Félix Auger-Aliassime                    | 1 | 4  |        |                   |
| 2 | Bandera de Alemania | Alexander Zverev                         | 2 | 2  |        |                   |
| 2 | Bandera de Canadá   | Denis Shapovalov                         | 6 | 6  |        |                   |
| 3 | Bandera de Alemania | Kevin Krawietz / Andreas Mies            | 3 | 64 |        |                   |
| 3 | Bandera de Canadá   | Félix Auger-Aliassime / Denis Shapovalov | 6 | 7  |        |                   |

| 1 | Bandera de Alemania | Jan-Lennard Struff                       | 6 | 6  |  |
| 1 | Bandera de Canadá   | Félix Auger-Aliassime                    | 1 | 4  |  |
| 2 | Bandera de Alemania | Alexander Zverev                         | 2 | 2  |  |
| 2 | Bandera de Canadá   | Denis Shapovalov                         | 6 | 6  |  |
| 3 | Bandera de Alemania | Kevin Krawietz / Andreas Mies            | 3 | 64 |  |
| 3 | Bandera de Canadá   | Félix Auger-Aliassime / Denis Shapovalov | 6 | 7  |  |

| | Bandera de Grecia    | Grecia                                | 0  | 3  | Australia | Bandera de Australia |
| --- | -------------------- | ------------------------------------- | -- | -- | --------- | -------------------- |
| Pat Rafter Arena - Queensland Tennis Centre 7 de enero de 2020 2ª sesión (17:30 AEST) |                      |                                       |    |    |           |                      |
| \| 1 \| \| Michail Pervolarakis \| 6 \| 1 \| 61 \| \| 1 \| \| John Millman \| 4 \| 6 \| 7 \| \| 2 \| \| Stefanos Tsitsipas \| 67 \| 7 \| 65 \| \| 2 \| \| Nick Kyrgios \| 79 \| 63 \| 7 \| \| 3 \| \| Markos Kalovelonis / Petros Tsitsipas \| 3 \| 4 \| \| \| 3 \| \| Chris Guccione / John Peers \| 6 \| 6 \| \| |                      |                                       |    |    |           |                      |
| 1 | Bandera de Grecia    | Michail Pervolarakis                  | 6  | 1  | 61        |                      |
| 1 | Bandera de Australia | John Millman                          | 4  | 6  | 7         |                      |
| 2 | Bandera de Grecia    | Stefanos Tsitsipas                    | 67 | 7  | 65        |                      |
| 2 | Bandera de Australia | Nick Kyrgios                          | 79 | 63 | 7         |                      |
| 3 | Bandera de Grecia    | Markos Kalovelonis / Petros Tsitsipas | 3  | 4  |           |                      |
| 3 | Bandera de Australia | Chris Guccione / John Peers           | 6  | 6  |           |                      |

| 1 | Bandera de Grecia    | Michail Pervolarakis                  | 6  | 1  | 61 |
| 1 | Bandera de Australia | John Millman                          | 4  | 6  | 7  |
| 2 | Bandera de Grecia    | Stefanos Tsitsipas                    | 67 | 7  | 65 |
| 2 | Bandera de Australia | Nick Kyrgios                          | 79 | 63 | 7  |
| 3 | Bandera de Grecia    | Markos Kalovelonis / Petros Tsitsipas | 3  | 4  |    |
| 3 | Bandera de Australia | Chris Guccione / John Peers           | 6  | 6  |    |

### Segundos clasificados
| Pos. | País      | G | P | Partidos | Sets  | % sets | Juegos  | % juegos |
| ---- | --------- | - | - | -------- | ----- | ------ | ------- | -------- |
| 1º   | Bélgica   | 2 | 1 | 6-3      | 12-10 | 54.5%  | 103-97  | 51.5%    |
| 2º   | Canadá    | 2 | 1 | 5-4      | 12-8  | 60%    | 99-87   | 53.22%   |
| 3º   | Japón     | 2 | 1 | 5-4      | 11-9  | 55%    | 99-80   | 55.3%    |
| 4º   | Italia    | 2 | 1 | 5-4      | 11-9  | 55%    | 94-94   | 50%      |
| 5º   | Sudáfrica | 2 | 1 | 5-4      | 12-10 | 54.54% | 102-101 | 50.24%   |
| 6º   | Croacia   | 2 | 1 | 5-4      | 11-10 | 52.38% | 97-98   | 49.74%   |

## Fase eliminatoria

### Rondas finales
|  | Cuartos de final | Cuartos de final | Cuartos de final |        |           | Semifinales | Semifinales | Semifinales |  |        | Final       | Final       | Final       |  |
|  | 9 al 10 de enero | 9 al 10 de enero | 9 al 10 de enero |        |           | 11 de enero | 11 de enero | 11 de enero |  |        | 12 de enero | 12 de enero | 12 de enero |  |
|  |                  |                  |                  |        |           |             |             |             |  |        |             |             |             |  |
|  |                  |                  |                  |        |           |             |             |             |  |        |             |             |             |  |
|  | 1ºA              | Serbia           | 3                |        |           |             |             |             |  |        |             |             |             |  |
|  | 1ºA              | Serbia           | 3                |        |           |             |             |             |  |        |             |             |             |  |
|  | 2°F              | Canadá           | 0                |        |           |             |             |             |  |        |             |             |             |  |
|  | 2°F              | Canadá           | 0                |        | Serbia    | Serbia      | 3           |             |  |        |             |             |             |  |
|  |                  |                  |                  |        | Serbia    | Serbia      | 3           |             |  |        |             |             |             |  |
|  |                  |                  | Rusia            | Rusia  | 0         |             |             |             |  |        |             |             |             |  |
|  | 1ºE              | Argentina        | Rusia            | Rusia  | 0         | 0           |             |             |  |        |             |             |             |  |
|  | 1ºE              | Argentina        |                  |        |           |             |             |             |  |        |             |             |             |  |
|  | 1ºD              | Rusia            | 3                |        |           |             |             |             |  |        |             |             |             |  |
|  | 1ºD              | Rusia            | 3                |        |           |             |             |             |  | Serbia | Serbia      | 2           |             |  |
|  |                  |                  |                  |        |           |             |             |             |  | Serbia | Serbia      | 2           |             |  |
|  |                  |                  | España           | España | 1         |             |             |             |  |        |             |             |             |  |
|  | 1ºC              | Reino Unido      | España           | España | 1         | 1           |             |             |  |        |             |             |             |  |
|  | 1ºC              | Reino Unido      |                  |        |           |             |             |             |  |        |             |             |             |  |
|  | 1ºF              | Australia        | 2                |        |           |             |             |             |  |        |             |             |             |  |
|  | 1ºF              | Australia        | 2                |        | Australia | Australia   | 0           |             |  |        |             |             |             |  |
|  |                  |                  |                  |        | Australia | Australia   | 0           |             |  |        |             |             |             |  |
|  |                  |                  | España           | España | 3         |             |             |             |  |        |             |             |             |  |
|  | 2°C              | Bélgica          | España           | España | 3         | 1           |             |             |  |        |             |             |             |  |
|  | 2°C              | Bélgica          |                  |        |           |             |             |             |  |        |             |             |             |  |
|  | 1ºB              | España           | 2                |        |           |             |             |             |  |        |             |             |             |  |
|  | 1ºB              | España           | 2                |        |           |             |             |             |  |        |             |             |             |  |
|  |                  |                  |                  |        |           |             |             |             |  |        |             |             |             |  |

### Cuartos de final
| | Bandera del Reino Unido | Reino Unido                   | 1  | 2 | Australia | Bandera de Australia |
| --- | ----------------------- | ----------------------------- | -- | - | --------- | -------------------- |
| Ken Rosewall Arena - Sydney Olympic Park Tennis World 9 de enero de 2020 1ª sesión (10:00 AEDT) |                         |                               |    |   |           |                      |
| \| 1 \| \| Cameron Norrie \| 2 \| 2 \| \| \| 1 \| \| Nick Kyrgios \| 6 \| 6 \| \| \| 2 \| \| Daniel Evans \| 7 \| 4 \| 7 \| \| 2 \| \| Álex de Miñaur \| 64 \| 6 \| 62 \| \| 3 \| \| Jamie Murray / Joe Salisbury \| 6 \| 3 \| [16] \| \| 3 \| \| Álex de Miñaur / Nick Kyrgios \| 3 \| 6 \| [18] \| |                         |                               |    |   |           |                      |
| 1 | Bandera del Reino Unido | Cameron Norrie                | 2  | 2 |           |                      |
| 1 | Bandera de Australia    | Nick Kyrgios                  | 6  | 6 |           |                      |
| 2 | Bandera del Reino Unido | Daniel Evans                  | 7  | 4 | 7         |                      |
| 2 | Bandera de Australia    | Álex de Miñaur                | 64 | 6 | 62        |                      |
| 3 | Bandera del Reino Unido | Jamie Murray / Joe Salisbury  | 6  | 3 | [16]      |                      |
| 3 | Bandera de Australia    | Álex de Miñaur / Nick Kyrgios | 3  | 6 | [18]      |                      |

| | Bandera de Argentina | Argentina                                 | 0  | 3  | Rusia | Bandera de Rusia |
| --- | -------------------- | ----------------------------------------- | -- | -- | ----- | ---------------- |
| Ken Rosewall Arena - Sydney Olympic Park Tennis World 9 de enero de 2020 2ª sesión (17:30 AEDT) |                      |                                           |    |    |       |                  |
| \| 1 \| \| Guido Pella \| 2 \| 64 \| \| \| 1 \| \| Karen Khachanov \| 6 \| 7 \| \| \| 2 \| \| Diego Schwartzman \| 4 \| 6 \| 3 \| \| 2 \| \| Daniil Medvédev \| 6 \| 4 \| 6 \| \| 3 \| \| Máximo González / Andrés Molteni \| 65 \| 4 \| \| \| 3 \| \| Teymuraz Gabashvili / Konstantín Kravchuk \| 7 \| 6 \| \| |                      |                                           |    |    |       |                  |
| 1 | Bandera de Argentina | Guido Pella                               | 2  | 64 |       |                  |
| 1 | Bandera de Rusia     | Karen Khachanov                           | 6  | 7  |       |                  |
| 2 | Bandera de Argentina | Diego Schwartzman                         | 4  | 6  | 3     |                  |
| 2 | Bandera de Rusia     | Daniil Medvédev                           | 6  | 4  | 6     |                  |
| 3 | Bandera de Argentina | Máximo González / Andrés Molteni          | 65 | 4  |       |                  |
| 3 | Bandera de Rusia     | Teymuraz Gabashvili / Konstantín Kravchuk | 7  | 6  |       |                  |

| | Bandera de Serbia | Serbia                          | 3 | 0 | Canadá | Bandera de Canadá |
| --- | ----------------- | ------------------------------- | - | - | ------ | ----------------- |
| Ken Rosewall Arena - Sydney Olympic Park Tennis World 10 de enero de 2020 1ª sesión (10:00 AEDT) |                   |                                 |   |   |        |                   |
| \| 1 \| \| Dušan Lajović \| 6 \| 6 \| \| \| 1 \| \| Félix Auger-Aliassime \| 4 \| 2 \| \| \| 2 \| \| Novak Djokovic \| 4 \| 6 \| 7 \| \| 2 \| \| Denis Shapovalov \| 6 \| 1 \| 64 \| \| 3 \| \| Nikola Čačić / Viktor Troicki \| 6 \| 6 \| \| \| 3 \| \| Peter Polansky / Adil Shamasdin \| 3 \| 2 \| \| |                   |                                 |   |   |        |                   |
| 1 | Bandera de Serbia | Dušan Lajović                   | 6 | 6 |        |                   |
| 1 | Bandera de Canadá | Félix Auger-Aliassime           | 4 | 2 |        |                   |
| 2 | Bandera de Serbia | Novak Djokovic                  | 4 | 6 | 7      |                   |
| 2 | Bandera de Canadá | Denis Shapovalov                | 6 | 1 | 64     |                   |
| 3 | Bandera de Serbia | Nikola Čačić / Viktor Troicki   | 6 | 6 |        |                   |
| 3 | Bandera de Canadá | Peter Polansky / Adil Shamasdin | 3 | 2 |        |                   |

| | Bandera de Bélgica | Bélgica                      | 1  | 2  | España | Bandera de España |
| --- | ------------------ | ---------------------------- | -- | -- | ------ | ----------------- |
| Ken Rosewall Arena - Sydney Olympic Park Tennis World 10 de enero de 2020 2ª sesión (17:30 AEDT) |                    |                              |    |    |        |                   |
| \| 1 \| \| Kimmer Coppejans \| 1 \| 4 \| \| \| 1 \| \| Roberto Bautista \| 6 \| 6 \| \| \| 2 \| \| David Goffin \| 6 \| 7 \| \| \| 2 \| \| Rafael Nadal \| 4 \| 63 \| \| \| 3 \| \| Sander Gillé / Joran Vliegen \| 79 \| 5 \| [7] \| \| 3 \| \| Pablo Carreño / Rafael Nadal \| 67 \| 7 \| [10] \| |                    |                              |    |    |        |                   |
| 1 | Bandera de Bélgica | Kimmer Coppejans             | 1  | 4  |        |                   |
| 1 | Bandera de España  | Roberto Bautista             | 6  | 6  |        |                   |
| 2 | Bandera de Bélgica | David Goffin                 | 6  | 7  |        |                   |
| 2 | Bandera de España  | Rafael Nadal                 | 4  | 63 |        |                   |
| 3 | Bandera de Bélgica | Sander Gillé / Joran Vliegen | 79 | 5  | [7]    |                   |
| 3 | Bandera de España  | Pablo Carreño / Rafael Nadal | 67 | 7  | [10]   |                   |

### Semifinales
| | Bandera de Serbia | Serbia                                    | 3 | 0  | Rusia | Bandera de Rusia |
| --- | ----------------- | ----------------------------------------- | - | -- | ----- | ---------------- |
| Ken Rosewall Arena - Sydney Olympic Park Tennis World 11 de enero de 2020 1ª sesión (11:00 AEDT) |                   |                                           |   |    |       |                  |
| \| 1 \| \| Dušan Lajović \| 7 \| 7 \| \| \| \| 1 \| \| Karen Khachanov \| 5 \| 61 \| \| \| \| 2 \| \| Novak Djokovic \| 6 \| 5 \| 6 \| \| \| 2 \| \| Daniil Medvédev \| 1 \| 7 \| 4 \| \| \| 3 \| \| Nikola Čačić / Viktor Troicki \| 6 \| 79 \| \| \| \| 3 \| \| Teimuraz Gabashvili / Konstantín Kravchuk \| 4 \| 67 \| \| \| |                   |                                           |   |    |       |                  |
| 1 | Bandera de Serbia | Dušan Lajović                             | 7 | 7  |       |                  |
| 1 | Bandera de Rusia  | Karen Khachanov                           | 5 | 61 |       |                  |
| 2 | Bandera de Serbia | Novak Djokovic                            | 6 | 5  | 6     |                  |
| 2 | Bandera de Rusia  | Daniil Medvédev                           | 1 | 7  | 4     |                  |
| 3 | Bandera de Serbia | Nikola Čačić / Viktor Troicki             | 6 | 79 |       |                  |
| 3 | Bandera de Rusia  | Teimuraz Gabashvili / Konstantín Kravchuk | 4 | 67 |       |                  |

| | Bandera de Australia | Australia                       | 0 | 3  | España | Bandera de España |
| --- | -------------------- | ------------------------------- | - | -- | ------ | ----------------- |
| Ken Rosewall Arena - Sydney Olympic Park Tennis World 11 de enero de 2020 2ª sesión (18:30 AEDT) |                      |                                 |   |    |        |                   |
| \| 1 \| \| Nick Kyrgios \| 1 \| 4 \| \| \| 1 \| \| Roberto Bautista \| 6 \| 6 \| \| \| 2 \| \| Álex de Miñaur \| 6 \| 5 \| 1 \| \| 2 \| \| Rafael Nadal \| 4 \| 7 \| 6 \| \| 3 \| \| Chris Guccione / John Peers \| 2 \| 78 \| [4] \| \| 3 \| \| Pablo Carreño / Feliciano López \| 6 \| 6 \| [10] \| |                      |                                 |   |    |        |                   |
| 1 | Bandera de Australia | Nick Kyrgios                    | 1 | 4  |        |                   |
| 1 | Bandera de España    | Roberto Bautista                | 6 | 6  |        |                   |
| 2 | Bandera de Australia | Álex de Miñaur                  | 6 | 5  | 1      |                   |
| 2 | Bandera de España    | Rafael Nadal                    | 4 | 7  | 6      |                   |
| 3 | Bandera de Australia | Chris Guccione / John Peers     | 2 | 78 | [4]    |                   |
| 3 | Bandera de España    | Pablo Carreño / Feliciano López | 6 | 6  | [10]   |                   |

### Final
| | Bandera de Serbia | Serbia                          | 2 | 1  | España | Bandera de España |
| --- | ----------------- | ------------------------------- | - | -- | ------ | ----------------- |
| Ken Rosewall Arena - Sydney Olympic Park Tennis World 12 de enero de 2020 1ª sesión (18:30 AEDT) |                   |                                 |   |    |        |                   |
| \| 1 \| \| Dušan Lajović \| 5 \| 1 \| \| \| 1 \| \| Roberto Bautista \| 7 \| 6 \| \| \| 2 \| \| Novak Djokovic \| 6 \| 7 \| \| \| 2 \| \| Rafael Nadal \| 2 \| 64 \| \| \| 3 \| \| Novak Djokovic / Viktor Troicki \| 6 \| 6 \| \| \| 3 \| \| Pablo Carreño / Feliciano López \| 3 \| 4 \| \| |                   |                                 |   |    |        |                   |
| 1 | Bandera de Serbia | Dušan Lajović                   | 5 | 1  |        |                   |
| 1 | Bandera de España | Roberto Bautista                | 7 | 6  |        |                   |
| 2 | Bandera de Serbia | Novak Djokovic                  | 6 | 7  |        |                   |
| 2 | Bandera de España | Rafael Nadal                    | 2 | 64 |        |                   |
| 3 | Bandera de Serbia | Novak Djokovic / Viktor Troicki | 6 | 6  |        |                   |
| 3 | Bandera de España | Pablo Carreño / Feliciano López | 3 | 4  |        |                   |